# Campionato mondiale di Formula 1 1982

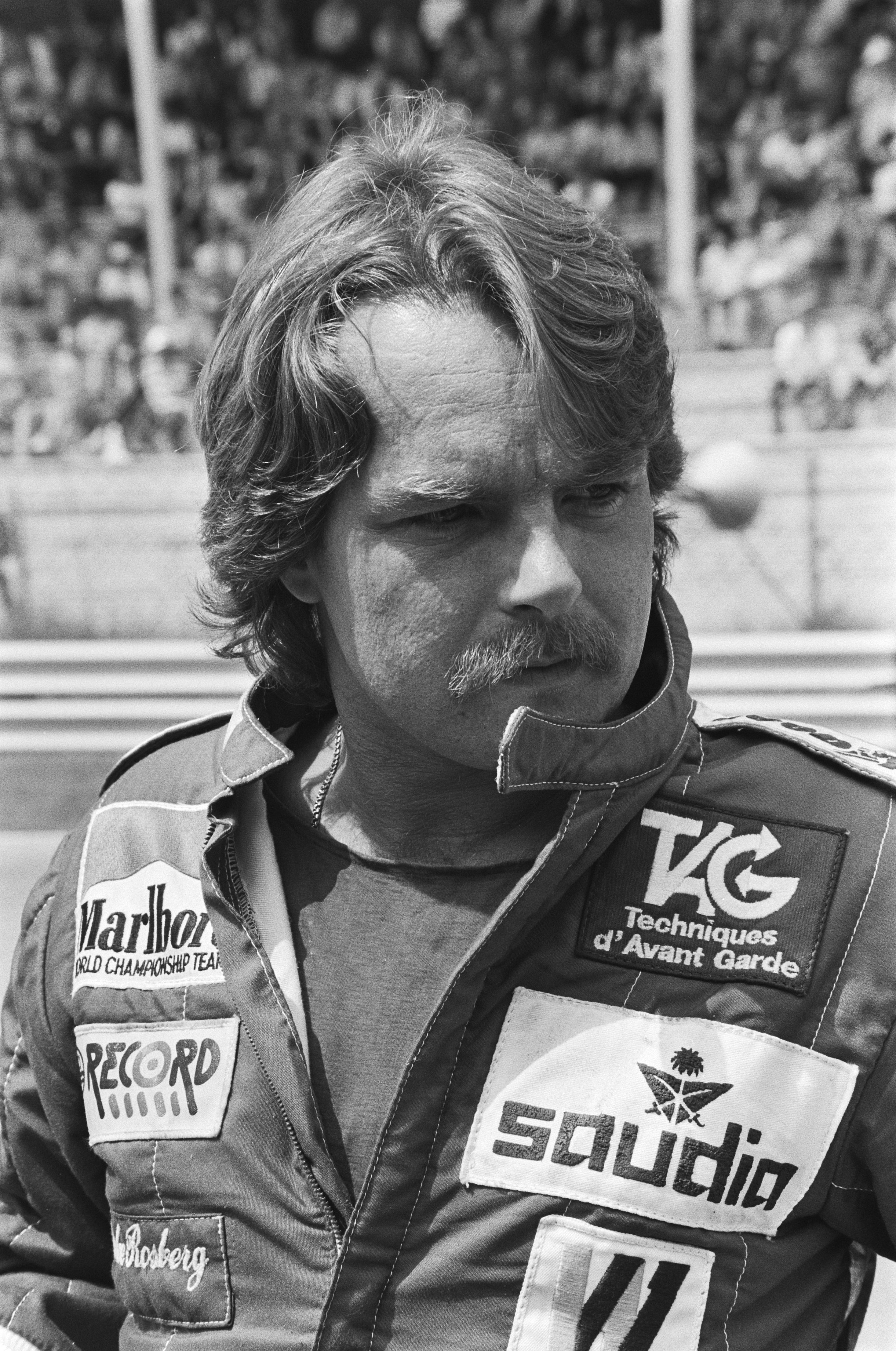
Keke Rosberg si aggiudicò il titolo mondiale, pur vincendo un solo Gran Premio. Fu il primo finlandese ad aggiudicarsi l'iride.

Il campionato mondiale di Formula 1 1982 organizzato dalla FIA è stato, nella storia della categoria, il 33° ad assegnare il campionato piloti e il 25° ad assegnare il campionato costruttori. È iniziato il 23 gennaio e terminato il 25 settembre, dopo 16 gare, una in più della stagione precedente. Il titolo dei piloti è andato per la prima volta a Keke Rosberg e il titolo costruttori per la settima volta alla Ferrari.
La stagione fu funestata dagli incidenti mortali del pilota canadese della Ferrari, Gilles Villeneuve, nel corso delle qualifiche del Gran Premio del Belgio, e del pilota italiano Riccardo Paletti, della Osella, alla partenza del Gran Premio del Canada. Un altro grave incidente occorse all'altro pilota della Ferrari, il francese Didier Pironi, durante le qualifiche del Gran Premio di Germania, a seguito del quale il francese fu costretto all'abbandono delle competizioni automobilistiche.
La stagione vide anche il rientro in gara, dopo due anni di pausa, del già due volte campione del mondo, l'austriaco Niki Lauda.

## La pre-stagione

### Il calendario
Nel giugno 1981 la FOCA annunciò la prima bozza del calendario per la stagione 1982. Il campionato sarebbe partito il 24 gennaio in Sudafrica e si sarebbe concluso, dopo 16 gare, a Las Vegas il 3 ottobre. Le gare in Austria e Spagna erano sub judice, in vista dei lavori necessari di adeguamento dei circuiti. La gara di San Marino (prevista a Imola o al Mugello) e una gara da tenere sul circuito di Digione (come Gran Premio di Svizzera) erano le gare di riserva. La novità del calendario sarebbe stata una gara su un tracciato cittadino a Detroit.
Una nuova bozza del calendario venne delineata a settembre, senza però ancora l'avallo ufficiale della Federazione Internazionale Sport Automobilistico. Venivano depennati i gran premi di Spagna e d'Austria (il primo per i problemi sorti con gli organizzatori locali nelle ultime due edizioni, il secondo per il sopraggiungere di difficoltà economiche), sostituiti dalle due "riserve": il Gran Premio di San Marino a Imola (con ciò Monza avrebbe mantenuto il Gran Premio d'Italia) e il Gran Premio di Svizzera, da disputarsi sul Circuito francese di Digione. Veniva inoltre confermato un nuovo gran premio da correre a Detroit, mentre gli organizzatori del Gran Premio del Sudafrica avevano 15 giorni per regolare la loro posizione. In mancanza di ciò la gara sarebbe stata sostituita col Gran Premio d'Australia.
L'8 ottobre la Commissione Esecutiva della FISA pubblicò un'ennesima bozza del calendario mondiale per il 1982. La stagione si sarebbe aperta il 23 gennaio col Gran Premio del Sudafrica, e si sarebbe chiusa il 16 ottobre con una gara a Las Vegas, per un totale di 16 gare. Veniva escluso il Gran Premio di Spagna, mentre quello d'Olanda era ancora incerto; veniva confermata la reintroduzione del Gran Premio di Svizzera, da tenersi sul Circuito di Digione, in Francia. Le due riserve erano il Gran Premio d'Australia e quello d'Austria. La gara di Detroit era comunque in dubbio per divergenze fra gli organizzatori e la FOCA.
Inoltre, pochi giorni prima, l'annuncio del rientro alle competizioni di Niki Lauda aveva portato alla firma dell'accordo tra la FOCA e gli organizzatori del Gran Premio d'Austria, fino a quel momento in dubbio, per il mantenimento della gara in calendario almeno fino al 1988.
Il 18 dicembre 1981 venne diramato il calendario definitivo. Le gare erano 16, una in più della stagione 1981. Le novità riguardavano il ritorno a gennaio della gara sudafricana, come non capitava dal 1968, l'anticipo a giugno del Gran Premio del Canada, rispetto alla tradizionale data di inizio autunno, e lo scambio tra il Gran Premio di Francia e quello Gran Bretagna, che ora precedeva la tappa transalpina. Mancava l'appuntamento in Olanda, mentre era confermata l'Austria. Il Gran Premio di Spagna era riserva. Successivamente venne reinserita la gara olandese.
La gara sudafricana fu l'ultima, valida per un mondiale, a disputarsi a gennaio. Dal 1982 mai una stagione di F1 è iniziata così presto, oltre ad essere l'ultima stagione terminata a settembre, cosa che non accadeva dal 1957.
| Gara | Nome ufficiale del gran premio       | Circuito                     | Sede                      | Data         | Ora    | Ora   | Ora   | Diretta TV              |
| Gara | Nome ufficiale del gran premio       | Circuito                     | Sede                      | Data         | Locale | UTC   | ITA   | Diretta TV              |
| ---- | ------------------------------------ | ---------------------------- | ------------------------- | ------------ | ------ | ----- | ----- | ----------------------- |
| 1    | South African Grand Prix             | Circuito di Kyalami          | Midrand                   | 23 gennaio   | 14:30  | 12:30 | 13:30 | Rete 2                  |
| 2    | Grande Prêmio do Brasil              | Circuito di Jacarepaguá      | Rio de Janeiro            | 21 marzo     | 11:30  | 14:30 | 15:30 | Rete 2                  |
| 3    | Toyota United States Grand Prix West | Circuito di Long Beach       | Long Beach                | 4 aprile     | 13:00  | 21:00 | 23:00 | Rete 1 / Telemontecarlo |
| 4    | Gran Premio di San Marino            | Autodromo Dino Ferrari       | Imola                     | 25 aprile    | 15:00  | 13:00 | 15:00 | Rete 2                  |
| 5    | Grote Prijs van Belgie               | Circuito Terlaemen di Zolder | Heusden-Zolder            | 9 maggio     | 15:30  | 13:30 | 15:30 | Rete 2                  |
| 6    | Grand Prix Automobile de Monaco      | Circuito di Monte Carlo      | Monaco                    | 23 maggio    | 15:30  | 13:30 | 15:30 | Rete 2 / Telemontecarlo |
| 7    | United States Grand Prix East        | Circuito di Detroit          | Detroit                   | 6 giugno     | 14:30  | 19:30 | 20:30 | Rete 2 / Telemontecarlo |
| 8    | Grand Prix Labatt du Canada          | Circuit Gilles Villeneuve    | Montréal                  | 13 giugno    | 16:15  | 21:15 | 22:15 | Rete 2                  |
| 9    | Grote Prijs van Nederland            | Zandvoort Park               | Zandvoort                 | 3 luglio     | 12:30  | 10:30 | 12:30 | Rete 2                  |
| 10   | Marlboro British Grand Prix          | Circuito di Brands Hatch     | West Kingsdown            | 18 luglio    | 15:00  | 14:00 | 16:00 | Rete 2                  |
| 11   | Grand Prix de France                 | Circuito Paul Ricard         | Le Castellet              | 25 luglio    | 13:30  | 11:30 | 13:30 | Rete 2 / Telemontecarlo |
| 12   | Großer Preis von Deutschland         | Hockenheimring               | Hockenheim                | 8 agosto     | 15:00  | 13:00 | 15:00 | Rete 2 / Telemontecarlo |
| 13   | Holiday Großer Preis von Österreich  | Österreichring               | Spielberg bei Knittelfeld | 15 agosto    | 15:00  | 13:00 | 15:00 | Rete 2 / Telemontecarlo |
| 14   | Großer Preis von Schweiz             | Circuito di Digione-Prenois  | Prenois                   | 29 agosto    | 13:00  | 11:00 | 13:00 | Rete 2 / Telemontecarlo |
| 15   | Gran Premio d'Italia                 | Autodromo nazionale di Monza | Monza                     | 12 settembre | 15:30  | 13:30 | 15:30 | Rete 2 / Telemontecarlo |
| 16   | Caesars Palace Grand Prix            | Circuito del Caesars Palace  | Las Vegas                 | 25 settembre | 13:00  | 21:00 | 22:00 | Rete 1                  |

### Accordi e fornitori

La Ferrari tornò a impiegare pneumatici della Goodyear, dopo quattro stagioni con la Michelin.

L'unico cambiamento in merito alla fornitura dei motori fu l'entrata della BMW, che si legò alla Brabham, costruttore che, comunque, nel corso della stagione, proseguì a utilizzare anche il tradizionale motore Ford Cosworth DFV. La casa tedesca aveva già delle esperienze nel mondiale di Formula 1, prima negli anni cinquanta, quando aveva presentato anche una propria monoposto, poi alla fine degli anni sessanta, quando aveva motorizzato una vettura di Formula 2, costruita della Lola, e impiegata solo nei Gran Premi di Germania 1967 e 1968. La BMW fornì alla casa britannica un motore turbo, ad architettura L4, da 1.500 centimetri cubici.
La maggior parte delle altre scuderie era invece rifornita dalla Ford Cosworth, ad eccezione della Ligier spinta da motori Matra, dalla Toleman a motore Hart, e da Renault, Ferrari e Alfa Romeo, che costruivano in proprio il loro propulsore.
La Scuderia Ferrari abbandonò le gomme Michelin per ripassare alle Goodyear, mentre l'Osella dalle coperture francesi passò alle Pirelli. Anche la Tyrrell tornò alle Goodyear, dopo aver utilizzato, nella seconda parte della stagione precedente, le Avon. La March, invece, dalle Avon passò alle Pirelli.
Dal Gran Premio del Belgio l'ATS sostituì le Avon con le Michelin. Da quello di Monaco la March tornò alle Avon, mentre la Theodore Racing abbandonò la casa inglese e si affidò alle Goodyear. L'Ensign, dal Gran Premio di Detroit venne rifornita dalla Pirelli.
La Fittipaldi Automotive ottenne l'appoggio finanziario della Caloi, azienda brasiliana produttrice di moto e biciclette, che dette al team l'opportunità di proseguire l'impegno in Formula 1 anche per il 1982.

## Scuderie e piloti

### Piloti

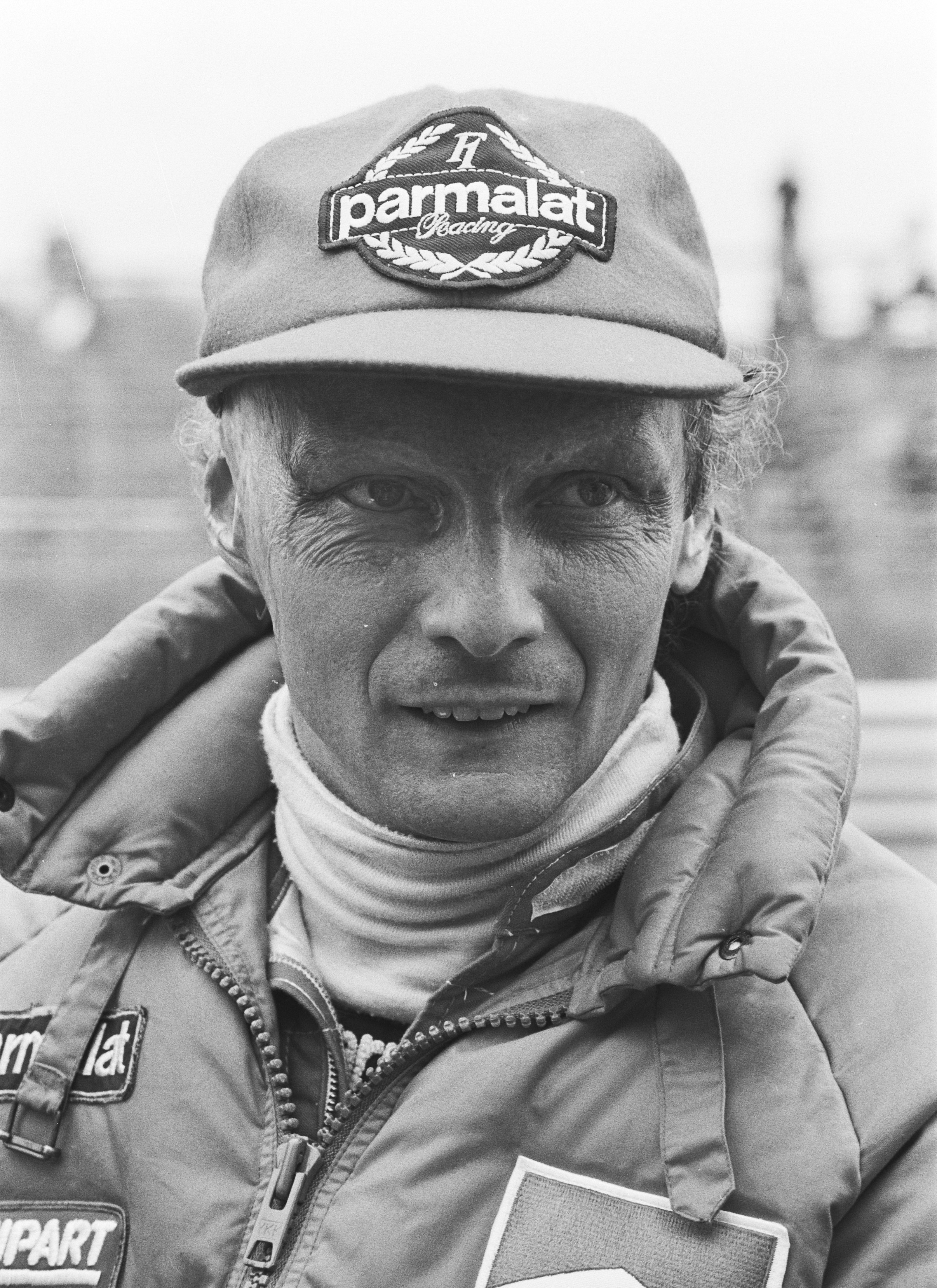
Niki Lauda rientrò nel mondiale di F1 dopo due anni d'assenza. Guidò una McLaren.

Dopo una visita alla Parmalat, suo sponsor, Niki Lauda annunciò il 30 settembre 1981 il suo ritorno alle corse per la stagione 1982. L'austriaco, campione del mondo nel 1975 e nel 1977 con la Scuderia Ferrari, che aveva annunciato il suo ritiro esattamente due anni prima, non svelò subito con quale team avrebbe ripreso le competizioni, anche se era probabile un suo approdo alla McLaren, anche perché, a metà settembre 1981 Lauda aveva testato una monoposto della scuderia britannica presso il circuito inglese di Donington Park. L'ufficializzazione dell'ingaggio arrivò a novembre.
Il campione del mondo 1980, l'australiano Alan Jones, annunciò invece la sua intenzione di ritirarsi dalle corse a fine della stagione 1981. Al suo posto, alla Williams, si prospettò l'arrivo del ferrarista Didier Pironi, che però era legato da un contratto con la scuderia italiana per tutto il 1982, o di Eddie Cheever. Il 30 ottobre 1981 anche l'altro pilota della Williams, Carlos Reutemann, annunciò la sua volontà di abbandonare la massima serie, considerando chiuso il suo ciclo sportivo. Questo annuncio fece riconsiderare a Jones l'opportunità di restare in F1 con la Williams. Nel frattempo la scuderia assunse Keke Rosberg, che nel 1981 aveva corso per la Fittipaldi, e impiegò, per alcuni test, Jean-Pierre Jarier, pilota dell'Osella. A sorpresa, il 17 dicembre, ultimo giorno utile per la determinazione dei piloti da iscrivere al campionato, Frank Williams convinse Reutemann a rientrare in Formula 1. L'argentino, nel frattempo, aveva ricevuto richieste dall'Arrows e dalla Renault.

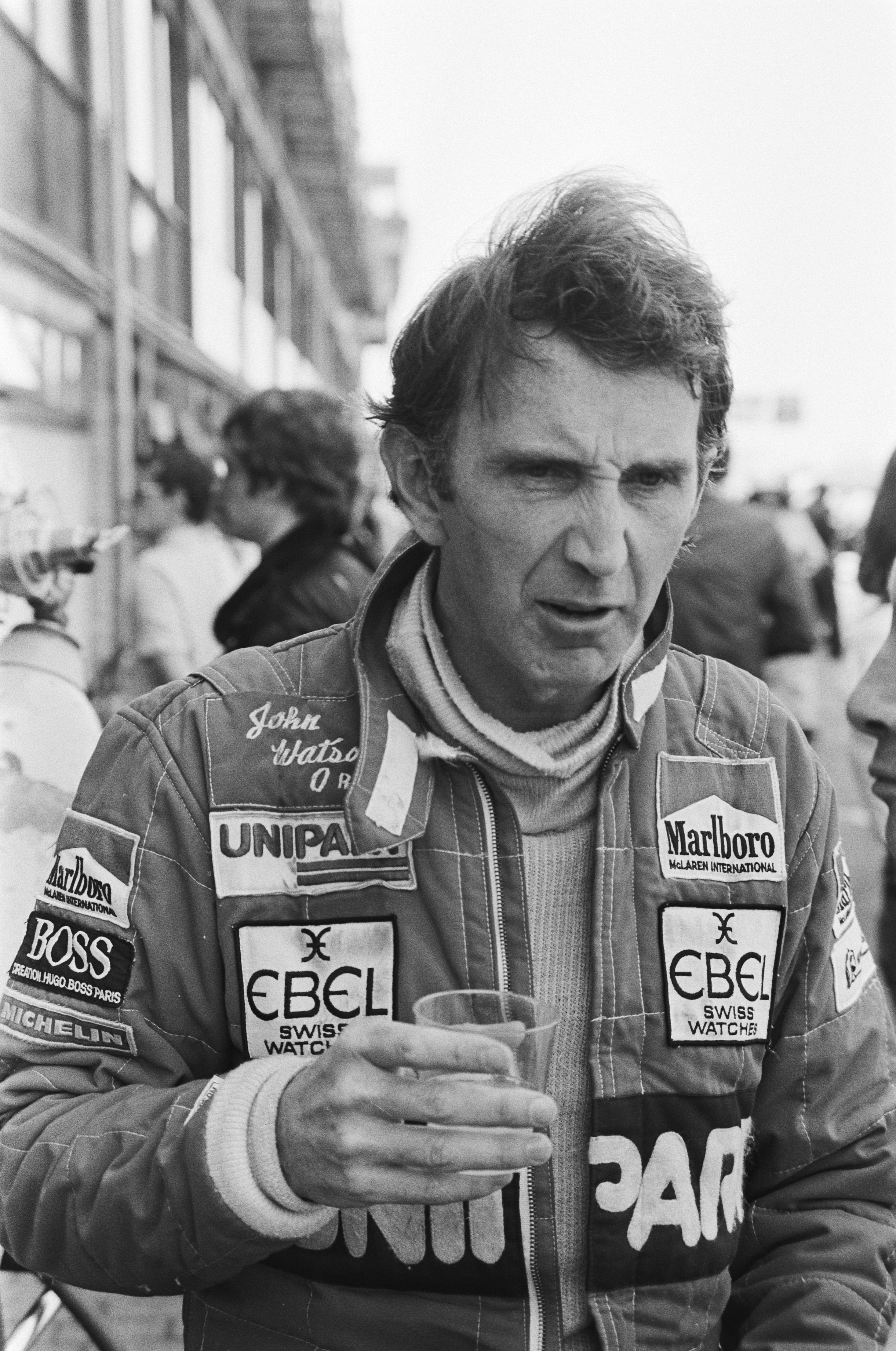
John Watson contese fino all'ultima gara il titolo a Keke Rosberg.

Durante il fine settimana del Gran Premio di Las Vegas 1981 venne annunciato il passaggio di Eddie Cheever dalla Tyrrell alla Ligier, per prendere il posto di Patrick Tambay. La Tyrrell, a sua volta, confermò Michele Alboreto e gli affiancò Slim Borgudd, che l'anno precedente aveva esordito in F1 con l'ATS.
L'ex campione del mondo di F1 nel 1976, James Hunt, rifiutò la proposta della Brabham di diventarne pilota per la stagione 1982. La casa di Bernie Ecclestone, per far coppia col neo campione del mondo Piquet, assunse così Riccardo Patrese, proveniente dall'Arrows. Anche un altro ex campione del mondo, Mario Andretti, abbandonò la F1 (nel 1981 era stato impiegato dall'Alfa Romeo), pur in presenza di un'offerta dell'Ensign. La casa milanese lo sostituì con Andrea De Cesaris, uscito dalla McLaren, che aveva esordito in F1 proprio con l'Alfa.
L'ATS iscrisse due vetture: una per il tedesco Manfred Winkelhock (una sola presenza per lui nel mondiale con la qualificazione nel Gran Premio d'Italia 1980 con un'Arrows) e l'altra per il cileno Eliseo Salazar, che nel 1981 si era diviso tra March ed Ensign. Quest'ultima portò solo una vettura, affidata al colombiano Roberto Guerrero, esordiente nella categoria e giunto settimo nel Campionato europeo di Formula 2 1981.
Anche la March tornò a iscrivere due vetture, dopo che nella parte finale della stagione 1981 aveva fatto correre il solo Derek Daly. La coppia dei piloti fu composta dal rientrante pilota tedesco Jochen Mass (per lui 96 gran premi tra il 1973 e il 1980, con la vittoria nel Gran Premio di Spagna 1975) e l'esordiente brasiliano Raul Boesel, giunto terzo nel campionato inglese di F3 1981. Daly passò alla Theodore, in luogo di Marc Surer.
L'elvetico passò all'Arrows, ove trovò Mauro Baldi, pilota italiano, anche lui all'esordio nel circus, e vincitore della F3 europea 1981. Un altro giovane pilota italiano si assicurò un volante in F1: Riccardo Paletti, proveniente dalla F2, sostituì Beppe Gabbiani all'Osella, ove fece coppia con Jean-Pierre Jarier. Il terzo pilota italiano esordiente fu Teo Fabi, ingaggiato dalla Toleman. La Fittipaldi schierò il solo Chico Serra, anche se Johnny Cecotto, venezuelano proveniente dal motomondiale venne contattato nel caso la scuderia brasiliana avesse deciso di schierare una seconda monoposto. La Caloi, sponsor del team, chiese anche a Emerson Fittipaldi di tornare a competere nel mondiale, ma senza successo.
Ferrari, Lotus e Renault confermarono i piloti della stagione precedente.

L'irlandese Derek Daly venne ingaggiato alla Williams, in corso di stagione, al fine di sostituire Carlos Reutemann.

Il 15 gennaio, nel corso di test in preparazione del Gran Premio del Sudafrica, Marc Surer uscì di pista e si fratturò alle gambe. L'Arrows lo sostituì con Brian Henton, ex pilota della Toleman.
Una settimana prima del Gran Premio di Long Beach Carlos Reutemann, vicecampione del mondo, e pilota della Williams, annunciò la sua decisione di ritirarsi immediatamente dalle competizioni. In suo luogo la Williams assunse Mario Andretti che, sempre al termine della stagione 1981, aveva abbandonato la F1 per le competizioni americane. Andretti, visti gli impegni con la Formula Indy, non avrebbe comunque disputato l'intera stagione con la Williams.
Dal Gran Premio di San Marino Henton passò alla Tyrrell, ove sostituì Slim Borgudd. Come già annunciato prima della gara di Imola,, dal Gran Premio del Belgio, la Williams rimpiazzò Mario Andretti (impegnato nelle corse nordamericane) con Derek Daly, che lasciava così la Theodore a Jan Lammers (a Imola sarebbe toccato a Geoff Lees). L'olandese mancava in F1 dalla prima parte della stagione 1981, disputata all'ATS.
La March iscrisse una terza vettura per lo spagnolo Emilio de Villota. L'ultima volta in cui più di due vetture di uno stesso costruttore affrontavano le qualifiche di un gran premio era stato il Gran Premio degli Stati Uniti d'America-Ovest 1980, con 4 Williams presenti, due ufficiali e due private, mentre l'ultima volta che una stessa scuderia aveva portato tre vetture era capitato al Gran Premio d'Italia 1980 al Team Lotus. La vettura era sostenuta dallo sponsor LBT, azienda produttrice di lubrificanti sintetici, ed era gommata Pirelli, come le altre due vetture della March, non dalla Avon, come inizialmente annunciato.
Marc Surer, ristabilitosi dopo l'infortunio patito durante i test di inizio stagione in Sudafrica, ritornò alla Arrows. Anche queste due novità erano state già annunciate per la gara sanmarinese.
Per il Gran Premio di Monaco la Scuderia Ferrari non indicò nessun sostituto per Gilles Villeneuve, deceduto nel corso delle prove del Gran Premio del Belgio, e affrontò così la gara col solo Didier Pironi, anche se venne avanzata l'ipotesi di richiamare Carlos Reutemann (che rifiutò la proposta), mentre Jacques Villeneuve Sr. si propose alla scuderia italiana per guidare l'auto del fratello deceduto a Zolder. La Ferrari, per la prima volta dal Gran Premio d'Olanda 1976, schierava così una sola vettura.
Anche a Detroit e Montreal la Ferrari iscrisse, nuovamente, una sola vettura, per Didier Pironi, anche se, il 1º giugno venne annunciato l'ingaggio di Patrick Tambay: sarebbe stato impiegato dal Gran Premio d'Olanda. In Canada, Jan Lammers, infortunato nel corso delle prove della gara di Detroit, non fu in grado di prendere parte alla gara. Inizialmente venne prospettato, da parte della Theodore Racing, l'ingaggio di Jacques Villeneuve Sr., fratello di Gilles. Successivamente la scuderia optò per il più esperto Geoff Lees, già iscritto dalla Theodore al Gran Premio di Gran Bretagna 1981, gara a cui poi non prese parte. Lees aveva disputato tre gran premi tra il 1979 e il 1980 con Tyrrell, Shadow ed Ensign. La Toleman non affrontò le due trasferte nordamericane a Detroit e Montreal per meglio preparare la sua vettura.
Per il GP d'Olanda la Lotus sostituì l'infortunato Nigel Mansell col pilota di riserva, il brasiliano Roberto Moreno, al debutto nella massima formula, e contemporaneamente impiegato nella F3 inglese. Alla Theodore Racing tornò il pilota titolare, Jan Lammers, che prese il posto di Geoff Lees. Si rividero, dopo due gara di assenza, le Toleman, mentre l'Osella, per sostituire Riccardo Paletti, deceduto nel corso del precedente Gran Premio del Canada iscrisse Piercarlo Ghinzani, già impiegato in un paio di occasioni nel 1981. Ghinzani non prese comunque parte all'evento.
Dal Gran Premio di Gran Bretagna lo spagnolo Emilio de Villota abbandonò l'impegno in Formula 1, per la scarsa competitività della vettura March a sua disposizione, tanto che chiese i danni alla scuderia per violazione delle clausole contrattuali. La casa britannica proseguì così a schierare solo due vetture.
Nigel Mansell tornò, dopo un gran premio d'assenza, dovuta a problemi fisici, al volante della Lotus, in luogo del collaudatore Roberto Moreno. Il pilota inglese non era però ancora in perfette condizioni, tanto che nel Gran Premio di Francia al suo posto, alla Lotus, venne ingaggiato Geoff Lees. L'ultima partecipazione di Lees a una gara del mondiale era stata nel GP del Canada, al volante di una Theodore.
Dal Gran Premio di Germania, alla Theodore, Jan Lammers venne sostituito dall'esordiente Tommy Byrne, pilota irlandese che stava competendo nella F3 inglese.Nigel Mansell tornò pilota titolare alla Lotus. Alla March Jochen Mass, infortunatosi nel GP di Francia, venne sostituito da Rupert Keegan, pilota britannico che aveva già disputato 24 gran premi, tra il 1977 e il 1980.

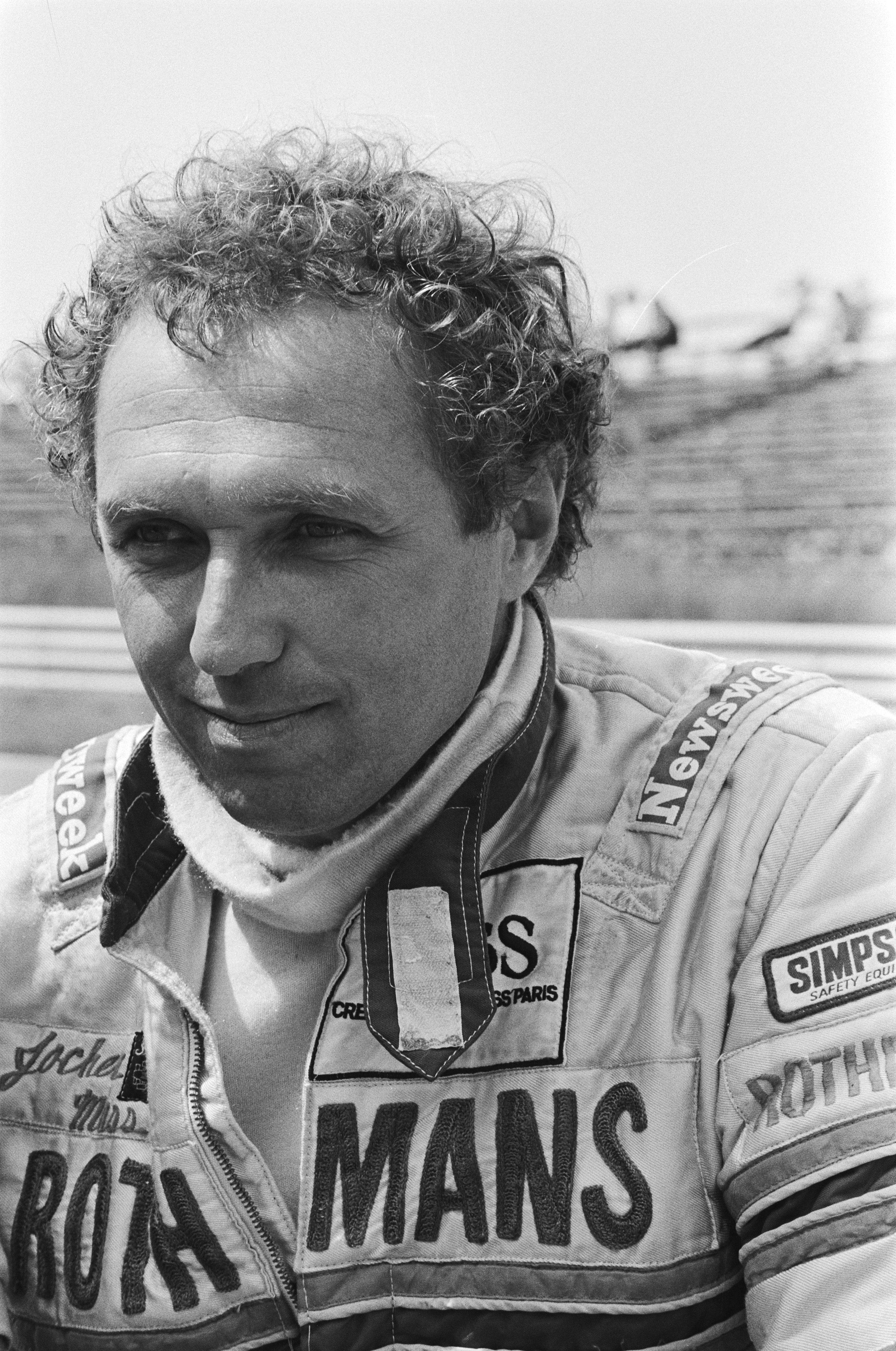
Jochen Mass rientrò in F1 con la March ma abbandonò la categoria dopo il Gran Premio di Francia.

Didier Pironi, infortunatosi nelle prove del Gran Premio di Germania non poté più partecipare al campionato. La Scuderia Ferrari portò in Austria perciò una sola vettura, affidata a Patrick Tambay. La scuderia di Maranello ingaggiò Mario Andretti, pilota italoamericano, campione del mondo con la Lotus nel 1978. Andretti, che aveva corso 126 gran premi (l'ultimo il Gran Premio di Long Beach 1982 con la Williams), era già stato impiegato dalla Ferrari tra il 1971 e il 1972 in diverse occasioni. Andretti iniziò a competere dal Gran Premio d'Italia. Dopo che al Gran Premio di Svizzera la Ferrari non era riuscita a schierare nessuna monoposto, viste le condizioni di Didier Pironi e il dolore muscolare che aveva afflitto Patrick Tambay, venne prospettata addirittura l'ipotesi che la scuderia italiana potesse non partecipare alle ultime due gare stagionali, pur essendo in testa al campionato riservato ai costruttori.
Sempre per la gara di Monza, l'Osella iscrisse una seconda vettura, affidandola a Johnny Cecotto. Il pilota venezuelano, che aveva vinto anche il Motomondiale 1975 nella classe 350, ed era impegnato in Formula 2, non prese poi parte all'evento.

### Tabella riassuntiva
I seguenti piloti e costruttori presero parte al campionato del mondo di Formula 1 nella stagione 1982.
| Team                                              | Costruttore | Telai               | Motore                                       | Gomme | No | Piloti             |
| ------------------------------------------------- | ----------- | ------------------- | -------------------------------------------- | ----- | -- | ------------------ |
| Parmalat Racing Team                              | Brabham     | BT50 BT49           | BMW M12/M13 1.5 L4t Ford Cosworth DFV V8 3.0 | G     | 1  | Nelson Piquet      |
| Parmalat Racing Team                              | Brabham     | BT50 BT49           | BMW M12/M13 1.5 L4t Ford Cosworth DFV V8 3.0 | G     | 2  | Riccardo Patrese   |
| Team Tyrrell                                      | Tyrrell     | 011                 | Ford Cosworth DFV V8 3.0                     | G     | 3  | Michele Alboreto   |
| Team Tyrrell                                      | Tyrrell     | 011                 | Ford Cosworth DFV V8 3.0                     | G     | 4  | Slim Borgudd       |
| Team Tyrrell                                      | Tyrrell     | 011                 | Ford Cosworth DFV V8 3.0                     | G     | 4  | Brian Henton       |
| TAG Williams Racing Team                          | Williams    | 07C 07D 08          | Ford Cosworth DFV V8 3.0                     | G     | 5  | Carlos Reutemann   |
| TAG Williams Racing Team                          | Williams    | 07C 07D 08          | Ford Cosworth DFV V8 3.0                     | G     | 5  | Mario Andretti     |
| TAG Williams Racing Team                          | Williams    | 07C 07D 08          | Ford Cosworth DFV V8 3.0                     | G     | 5  | Derek Daly         |
| TAG Williams Racing Team                          | Williams    | 07C 07D 08          | Ford Cosworth DFV V8 3.0                     | G     | 6  | Keke Rosberg       |
| Marlboro McLaren International                    | McLaren     | MP4/1 MP4/1B        | Ford Cosworth DFV V8 3.0                     | M     | 7  | John Watson        |
| Marlboro McLaren International                    | McLaren     | MP4/1 MP4/1B        | Ford Cosworth DFV V8 3.0                     | M     | 8  | Niki Lauda         |
| Team ATS                                          | ATS         | D5                  | Ford Cosworth DFV V8 3.0                     | A M   | 9  | Manfred Winkelhock |
| Team ATS                                          | ATS         | D5                  | Ford Cosworth DFV V8 3.0                     | A M   | 10 | Eliseo Salazar     |
| John Player Team Lotus                            | Lotus       | 87B 91              | Ford Cosworth DFV V8 3.0                     | G     | 11 | Elio De Angelis    |
| John Player Team Lotus                            | Lotus       | 87B 91              | Ford Cosworth DFV V8 3.0                     | G     | 12 | Nigel Mansell      |
| John Player Team Lotus                            | Lotus       | 87B 91              | Ford Cosworth DFV V8 3.0                     | G     | 12 | Roberto Moreno     |
| John Player Team Lotus                            | Lotus       | 87B 91              | Ford Cosworth DFV V8 3.0                     | G     | 12 | Geoff Lees         |
| Ensign Racing                                     | Ensign      | N180B N181          | Ford Cosworth DFV V8 3.0                     | A P   | 14 | Roberto Guerrero   |
| Equipe Renault Elf                                | Renault     | RE30B               | Renault V6 turbo 1.5                         | M     | 15 | Alain Prost        |
| Equipe Renault Elf                                | Renault     | RE30B               | Renault V6 turbo 1.5                         | M     | 16 | René Arnoux        |
| Rothmans March Grand Prix Team LBT Team March     | March       | 821                 | Ford Cosworth DFV V8 3.0                     | A P   | 17 | Jochen Mass        |
| Rothmans March Grand Prix Team LBT Team March     | March       | 821                 | Ford Cosworth DFV V8 3.0                     | A P   | 17 | Rupert Keegan      |
| Rothmans March Grand Prix Team LBT Team March     | March       | 821                 | Ford Cosworth DFV V8 3.0                     | A P   | 18 | Raul Boesel        |
| Rothmans March Grand Prix Team LBT Team March     | March       | 821                 | Ford Cosworth DFV V8 3.0                     | A P   | 19 | Emilio de Villota  |
| Fittipaldi Automotive                             | Fittipaldi  | F8D F9              | Ford Cosworth DFV V8 3.0                     | P     | 20 | Chico Serra        |
| Marlboro Team Alfa Romeo                          | Alfa Romeo  | 179D 182 182B 182T  | Alfa Romeo V12 3.0 Alfa Romeo 890T 1.5 V8t   | M     | 22 | Andrea De Cesaris  |
| Marlboro Team Alfa Romeo                          | Alfa Romeo  | 179D 182 182B 182T  | Alfa Romeo V12 3.0 Alfa Romeo 890T 1.5 V8t   | M     | 23 | Bruno Giacomelli   |
| Equipe Talbot Gitanes                             | Ligier      | JS17 JS17B JS19     | Matra MS81 3.0 V12                           | M     | 25 | Eddie Cheever      |
| Equipe Talbot Gitanes                             | Ligier      | JS17 JS17B JS19     | Matra MS81 3.0 V12                           | M     | 26 | Jacques Laffite    |
| Scuderia Ferrari SEFAC SpA                        | Ferrari     | 126 C2              | Ferrari V6 turbo 1.5                         | G     | 27 | Gilles Villeneuve  |
| Scuderia Ferrari SEFAC SpA                        | Ferrari     | 126 C2              | Ferrari V6 turbo 1.5                         | G     | 27 | Patrick Tambay     |
| Scuderia Ferrari SEFAC SpA                        | Ferrari     | 126 C2              | Ferrari V6 turbo 1.5                         | G     | 28 | Didier Pironi      |
| Scuderia Ferrari SEFAC SpA                        | Ferrari     | 126 C2              | Ferrari V6 turbo 1.5                         | G     | 28 | Mario Andretti     |
| Arrows Racing Team                                | Arrows      | A4 A5               | Ford Cosworth DFV V8 3.0                     | P     | 29 | Marc Surer         |
| Arrows Racing Team                                | Arrows      | A4 A5               | Ford Cosworth DFV V8 3.0                     | P     | 29 | Brian Henton       |
| Arrows Racing Team                                | Arrows      | A4 A5               | Ford Cosworth DFV V8 3.0                     | P     | 30 | Mauro Baldi        |
| Osella Squadra Corse                              | Osella      | FA1/C               | Ford Cosworth DFV V8 3.0                     | P     | 31 | Jean-Pierre Jarier |
| Osella Squadra Corse                              | Osella      | FA1/C               | Ford Cosworth DFV V8 3.0                     | P     | 32 | Riccardo Paletti   |
| Theodore Racing                                   | Theodore    | TY01 TY02           | Ford Cosworth DFV V8 3.0                     | A G   | 33 | Derek Daly         |
| Theodore Racing                                   | Theodore    | TY01 TY02           | Ford Cosworth DFV V8 3.0                     | A G   | 33 | Tommy Byrne        |
| Theodore Racing                                   | Theodore    | TY01 TY02           | Ford Cosworth DFV V8 3.0                     | A G   | 33 | Jan Lammers        |
| Theodore Racing                                   | Theodore    | TY01 TY02           | Ford Cosworth DFV V8 3.0                     | A G   | 33 | Geoff Lees         |
| Candy Toleman Motorsport Toleman Group Motorsport | Toleman     | TG181B TG181C TG183 | Hart 415T 1.5 L4t                            | P     | 35 | Derek Warwick      |
| Candy Toleman Motorsport Toleman Group Motorsport | Toleman     | TG181B TG181C TG183 | Hart 415T 1.5 L4t                            | P     | 36 | Teo Fabi           |

## Circuiti e gare

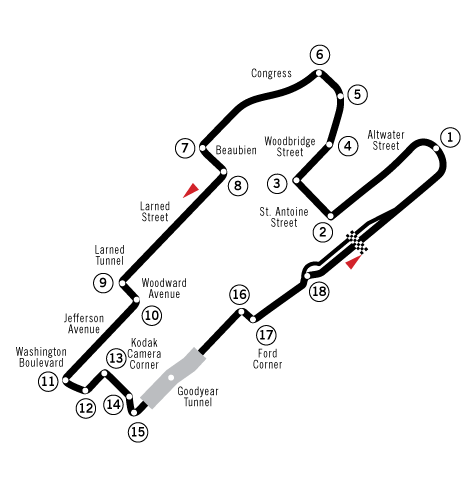
Il Circuito di Detroit fu una delle tre piste statunitensi utilizzate nel 1982.

Venne escluso dal calendario il Gran Premio di Spagna per problemi finanziari; vi fu un tentativo per reinserire la gara, sfruttando la concomitanza con i Mondiali di calcio, che nel 1982 si disputarono nel Paese iberico, ma senza successo. Il gran premio spagnolo aveva sempre trovato posto nel calendario iridato, fino dal 1968, ad eccezione dell'edizione 1980, disputata ma poi considerata non valida per il mondiale. Venne scartata l'ipotesi di effettuarlo egualmente, come prova esterna al mondiale.
Uscì dal calendario anche il Gran Premio d'Argentina, pur se il 29 dicembre 1981 era stato confermato, come seconda prova del mondiale, per il 7 marzo. La gara sudamericana si era disputata con continuità fino dal 1972. Il 4 febbraio, l'ACA (Automobile Club d'Argentina), annunciò la sua volontà di sospendere il proprio gran premio, seconda prova stagionale fissata per il 7 marzo, stante l'incertezza in merito alla vicenda delle squalifiche dei piloti, scoppiata nel corso del Gran Premio del Sudafrica. L'ACA si riservò comunque di stabilire in seguito una nuova data. La situazione incerta metteva in dubbio anche la terza prova del mondiale, il Gran Premio del Brasile. Pochi giorni dopo venne l'annuncio ufficiale della cancellazione del Gran Premio d'Argentina per addotte motivazioni economiche, ma sul quale pendeva sempre l'incertezza della situazione del campionato.
Rientrò nel calendario il Gran Premio del Sudafrica, che nel 1981 si era disputato senza validità iridata, come conseguenza della polemica tra FISA e FOCA in merito all'impiego delle "minigonne" sulle vetture. La gara si disputò a gennaio, e fu l'ultimo gran premio di F1, valido per il mondiale, a disputarsi in quel mese.
Fece l'esordio nel campionato un nuovo circuito cittadino, quello di Detroit. Per la prima volta nella storia del Campionato mondiale di Formula 1 una stessa nazione, gli Stati Uniti d'America, ospitava tre gran premi validi per il campionato, nello stesso anno. La gara venne definita come Gran Premio degli Stati Uniti d'America-Est, denominazione che era stata già utilizzata per distinguere il gran premio corso al Watkins Glen International, dal 1976 al 1980, dal gran premio corso a Long Beach negli stessi anni; la gara aveva anche il nome di Detroit Grand Prix.
La pista, lunga 4.012 metri, si sviluppava lungo le sponde del Detroit River e attorno al Reinassance Center, ed era una tipica pista cittadina, con brevi rettilinei spezzati da chicane e curva lente. Vi era anche un tratto in tunnel, come accadeva sul Circuito di Monte Carlo. Fu il settimo tracciato statunitense a ospitare una gara valida quale prova del campionato mondiale di Formula 1.
I piloti furono molto critici in merito alla sicurezza del tracciato. Michele Alboreto, della Tyrrell, giudicò insufficienti le vie di fuga, minacciando anche di non correre qualora non fossero stati presi dei provvedimenti; Niki Lauda criticò particolarmente la curva al termine della Jefferson Drive, definendola pericolosissima.
Il tracciato di Long Beach, che ospitò il Gran Premio degli USA-Ovest, venne modificato rispetto alle edizioni precedenti. Venne riprofilata la parte che collegava il rettilineo di partenza con il rettilineo della Shoreline Drive (la partenza era stata riportata alla vecchia sede): inoltre questo lungo rettifilo venne modificato con l'introduzione di una chicane. Anche la parte finale del tracciato subì delle alterazioni. La lunghezza della pista divenne così di 3.427 metri, contro i 3.240 precedenti.
Il Gran Premio d'Olanda non era inizialmente inserito nel calendario a causa del mancato pagamento, da parte degli organizzatori, della tassa necessaria per l'iscrizione al campionato. Dopo la regolarizzazione della posizione la gara venne reinserita. Il gran premio si disputò al sabato, come l'edizione del 1969.
Nella solita alternanza fra tracciati, il Gran Premio di Gran Bretagna passò da Silverstone a Brands Hatch, e quello di Francia da Digione al Le Castellet. Il Circuito di Digione però rimase nel calendario iridato, ospitando il Gran Premio di Svizzera, come già accaduto per l'edizione non titolata del 1975. Il gran premio elvetico rientrava nel calendario dopo una lunga pausa: l'ultima volta vi era stato nel 1954, con un evento ospitato sul circuito di Bremgarten. Dopo la tragedia di Le Mans del 1955 la Svizzera aveva vietato le gare automobilistiche sul proprio territorio; per tale ragione, dopo tale data, non si erano più svolte edizioni del gran premio nazionale. Per aggirare il divieto la corsa venne disputata sul suolo francese, a circa 150 km dal confine elvetico.
Il Gran Premio del Belgio si corse sul Circuito di Zolder, anche se, nella prima bozza di calendario per il 1982, la gara era stata fissata sul Circuito di Spa-Francorchamps.
Il Race Promoters' Trophy, riconoscimento al gran premio meglio organizzato in stagione, andò al Gran Premio di Gran Bretagna, per la terza volta nella storia. Il tracciato di Brands Hatch era già stato insignito di questo premio nel 1978, mentre la vittoria del 1977 riguardava un'edizione del gran premio britannico svolta a Silverstone.

## Modifiche al regolamento

### Regolamento tecnico
Vennero proibiti i variatori d'assetto pneumatici; si permise l'adozione di paratie laterali fisse nella parte inferiore della vettura alte 6 centimetri, con la possibilità di adottare pattini di scorrimento antiusura di 2 cm, per un totale di 8 cm comprendenti le "minigonne" fisse; venne ridotto il peso minimo da 585 a 580 kg, per compensare l'abolizione dei variatori d'assetto.
La Federazione Internazionale Sport Automobilistico nominò l'ingegnere italiano Giovanni Cadringher come proprio delegato rappresentante, per tutte le gare, al fine di dirimere le controversie.

## Riassunto della stagione

### Gran Premio del Sudafrica e lo sciopero dei piloti
La vigilia della gara venne sconvolta dalla battaglia che si accese tra i piloti da un lato (guidati da Niki Lauda, Gilles Villeneuve e Didier Pironi, rappresentanti della GPDA) e la FISA e la FOCA dall'altro.
I piloti si rifiutavano di sottoscrivere l'articolo 58 del regolamento sportivo, vincolante al rilascio della superlicenza, nel quale i piloti si impegnavano a non fare causa per qualunque ragione agli organizzatori dei gran premi. La modifica del regolamento era stata decisa in una riunione della Commissione per la Formula 1, del 18 dicembre 1981, che aveva fissato definitivamente i regolamenti per la stagione 1982. Un altro punto contestato era una sorta di vincolo che le scuderie ponevano verso i piloti, che non avrebbero più potuto liberarsi dai contratti firmati, per correre con un altro team. Altre due questioni che avevano suscitato la perplessità dei pilota erano l'obbligo di rispettare "tutte" le regole del mondiale, e quello di non ledere l'immagine della F1.
Pironi, in qualità di rappresentante dei piloti, lesse un comunicato nel quale affermava che “i piloti non si sentono in grado di salire sulle macchine perché non in condizione per farlo” e annunciava uno sciopero per le prove del giorno successivo (in Sudafrica si correva al sabato). Al giovedì mattina, primo giorno di prove ufficiali, tutti i piloti si presentarono al circuito, salirono su un pulmino del Kyalami Ranch (l'albergo che li ospitava), e si recarono al Sunnyside Park Hotel di Johannesburg, ove fissarono la loro base, in completa solitudine da manager e entourage.
Pironi e Mass, in qualità di portavoce dei piloti, restarono al circuito per trattare col presidente della FISA Jean-Marie Balestre. Balestre dichiarò che i piloti avevano commesso un errore grave nel non rispettare il regolamento delle superlicenze, del quale erano già stati informati il 18 dicembre; il presidente della FISA evidenziò come vi era stato tutto il tempo per discuterne; ricordò le sanzioni a cui sarebbero andati incontro e annunciò che la Federazione aveva accettato la proposta degli organizzatori di correre il 30 gennaio, anche con altri piloti. Infine incolpò Niki Lauda di essere il vero artefice della situazione.
Al venerdì mattina Didier Pironi tornò a trattare con Balestre e raggiunse un accordo (annunciato verso le 10:15) per correre il gran premio, rinviando ulteriormente la questione della superlicenza. Alle 11 i piloti si recarono in autodromo e le prove poterono infine cominciare, concentrandosi tutte al venerdì. Balestre ringraziò per la mediazione il direttore sportivo dell'Alfa Romeo Pierluigi Corbari, mentre Didier Pironi sottolineò il ruolo di Niki Lauda, quale guida dei piloti.Bernie Ecclestone impedì però a Nelson Piquet di partecipare alla sessione, non considerandolo in grado di correre. Morris Nunn, dell'Ensign, ritirò la sua macchina e lasciò così senza volante Guerrero.
Al via René Arnoux mantenne il comando, seguito da Alain Prost e Gilles Villeneuve, mentre l'altro pilota partito dalla prima fila, Nelson Piquet, partì malissimo e precipitò in tredicesima posizione. A seguire Villeneuve vi era l'altro pilota della Ferrari, Didier Pironi, poi Keke Rosberg, Riccardo Patrese, Jacques Laffite, Michele Alboreto e Carlos Reutemann.
Alboreto perse due posizioni nei giri seguenti, mentre Reutemann, dopo aver passato l'italiano, passò anche Laffite. Al quarto giro Piquet terminò la sua corsa uscendo di pista alla Crownthorn. Al quinto giro Patrese prese la quinta posizione a Rosberg; il giro seguente il finlandese fu passato anche dal compagno di scuderia Reutemann.
Al settimo giro terminò la gara anche per Villeneuve, col motore turbo fuori uso. Scalava così in terza posizione Pironi, seguito da Patrese e Reutemann.
Al quattordicesimo passaggio cambiò la testa della corsa: Alain Prost approfittò di alcuni doppiaggi e passò Arnoux sul rettilineo principale. Quattro giri dopo anche l'altra Brabham, quella di Patrese, fu costretta al ritiro, per guai al propulsore turbo. La classifica vedeva così in testa Prost, seguito da Arnoux, Pironi (staccato di sette secondi dal leader), Reutemann, Rosberg, Watson e Alboreto. Ancora un giro e Niki Lauda si portò in settima posizione, passando Alboreto.
Al giro 25 Didier Pironi, costretto al cambio gomme, dovette andare ai box. Rientrò in pista solo ottavo. Il francese però fu capace di una bella rimonta passando, in poche tornate, prima Alboreto, poi Lauda. Ora le due Renault avevano un margine di un minuto sulle due Williams.
Il dominio delle vetture francesi si incrinò al giro 41 quando Prost fu vittima di una foratura che lo costrinse ai box. Ripassò così in testa Arnoux. Prost, appena rientrato in pista, fu vittima di una seconda foratura, che lo spinse all'ottavo posto della classifica, a un giro da Arnoux. Tra il quarantaquattresimo el quarantacinquesimo giro Pironi passò John Watson e Keke Rosberg, tornando così terzo.
Arnoux stava intanto procedendo più lentamente per le vibrazioni che la sua vettura produceva dovuta allo sporco raccolto dagli pneumatici. Prost invece proseguiva la sua rimonta, si sdoppiò e passò Lauda, entrando nella zona dei punti. Al giro 55 Prost si trovò quarto, dopo aver passato Watson e Rosberg.
Reutemann si avvicinò a Arnoux, ma, nello stesso tempo anche Didier Pironi e Alain Prost si avvicinarono all'argentino, tanto che al giro 61 entrambi lo passarono. Solo un giro e Prost passò Pironi, posizionandosi così al secondo posto. Il motore della Ferrari stava perdendo potenza, tanto che Pironi venne, poco dopo, passato nuovamente da Carlos Reutemann. Più dietro Lauda passava, nel frattempo, sia Watson che Rosberg.
Al sessantottesimo giro Alain Prost tornò infine al comando della gara, superando Arnoux. Al giro 71, dopo essere stato superato anche da Lauda, Pironi si fermò ai box per tentrare di riparare il turbo. A quattro tornate dal termine Carlos Reutemann conquistò la seconda posizione, passando un Arnoux sempre più in difficoltà.
Alain Prost si aggiudicò la sua quarta gara iridata, precedendo Reutemann, Arnoux, Lauda, Rosberg e Watson.
Mezz'ora dopo la fine del GP i commissari sportivi convocarono tutti i piloti per informarli che erano state sospese le loro licenze internazionali, compresa la superlicenza, necessaria per la F1, che era stato sospesa su decisione diretta di Jean-Marie Balestre, presidente della FISA. I soli quattro piloti ai quali la licenza non era stata sospesa erano Teo Fabi, Jochen Mass, Brian Henton e Marc Surer.
I piloti erano accusati di aver impedito la tenuta delle pre-qualifiche e di aver costretto a ridurre a uno solo i giorni di prova; di aver violato l'articolo 8 del regolamento sportivo e l'articolo 68 del codice; di aver presentato alla FIA un ultimatum considerato inaccetabile; di aver messo in pericolo la tenuta del gran premio.
Sia la scelta di sospendere le licenze internazionali sia quella di sospendere le Superlicenza erano considerate illegittime dai piloti, in quanto, in merito alle prime, solo le singole federazioni nazionali di appartenenza dei singoli piloti avevano il potere di sospenderle, mentre la Superlicenza poteva essere sospesa solo dal comitato esecutivo della FISA e non dal suo presidente autonomamente.
Tutte le scuderie fecero ricorso contro la decisione di sospendere le licenze internazionali all'Automobile Club del Sudafrica che aveva 30 giorni di tempo per rispondere. Se avesse confermato la decisione, un ulteriore ricorso sarebbe stato inviato alla stessa FISA, che sarebbe stata invece direttamente investita del ricorso in merito alle Superlicenza. I piloti, nel frattempo, spingevano per le dimissioni di Balestre. La Commissione Sportiva Automobilistica Italiana criticò la FISA per l'eccessivo peso dato agli interessi della FOCA e riconobbe ai piloti la legittimità della loro protesta.
Nella riunione del 28 gennaio la FISA decise di multare di 10.000 dollari e la sospensione condizionale per 5 corse per i prossimi due anni quei piloti già multati per i fatti del Gran Premio del Belgio 1981 ovvero Riccardo Patrese, Didier Pironi, Gilles Villeneuve, Alain Prost, Bruno Giacomelli e Jacques Laffite. Tutti gli altri 23 piloti vennero multati di 5.000 dollari e due gare con la condizionale (ovvero tutti gli altri piloti del mondiale di F1 tranne Jochen Mass e Teo Fabi).
Contro queste proposte si schierarono 5 membri del comitato esecutivo della FISA, tra cui Marco Piccinini, rappresentante dei costruttori automobilistici presenti in F1. Piccinini, dirigente della Scuderia Ferrari, affermò anche che in caso di squalifica dei piloti, possibile in caso di mancato pagamento della sanzione pecuniaria, la casa italiana non avrebbe corso il successivo Gran Premio d'Argentina, gara però messa in dubbio proprio per questa vicenda delle squalifiche. Un'analoga posizione era espressa anche da Frank Williams. La Grand Prix Drivers' Association rigettò le sanzioni e affermò che i suoi membri non avrebbero pagato la sanzione.
Due giorni dopo la FISA comunicò che erano state pagate le multe relative a undici piloti. Il saldo però non era stato effettuato dai piloti stessi ma dalle loro scuderie. Si trattava dei piloti di Brabham, McLaren, Williams, Lotus, al solo pilota dell'Ensign Roberto Guerrero, e al solo pilota della Toleman multato ovvero Derek Warwick. Si aggiungeva a questi anche Manfred Winkelhock dell'ATS, che aveva saldato il dovuto in proprio. Il 7 febbraio i piloti fondarono la Professional Racing Drivers' Association, in sostituzione della GPDA, con a capo Didier Pironi. La nuova organizzazione ribadì la contrarietà alle decisioni della FISA.
Il 17 febbraio, in una riunione tenuta a Maranello, alla quale parteciparono tutte le scuderie legate alle grandi case costruttrici impegnate nel mondiale di F1 (ad eccezione della Ligier ma con la presenza di Osella e Toleman), venne redatto un comunicato che chiedeva alla FISA la difesa di un'autorità sportiva imparziale e oggettiva, la promozione di una giustizia sportiva rigorosa, una stabilità del regolamento tecnico a tutto il 1984 e l'applicazione integrale degli accordi sanciti dal Patto della Concordia in materia di gestione finanziaria. Infine le case espressero solidarietà ai propri piloti.
Il 20 febbraio il Tribunale d'Appello dell'Automobile Club del Sudafrica accolse il ricorso di Renault, Ferrari e Alfa Romeo, contro la sospensione delle licenze internazionali dei piloti, decise dalla FISA dopo la gara. Il 26 febbraio il Tribunale della FFSA, la Federazione Sportiva Automobilistica Francese, assolse anch'essa i piloti francesi coinvolti nella vicenda sudafricana, come già fatto dalla sua omologa CSAI per i piloti italiani; la FFSA era presieduta dallo stesso Balestre.
Il 6 marzo, infine, il Tribunale d'Appello della FIA, riunito a Parigi, ridusse le multe a 5.000 $, e la sospensione a una sola gara, con la condizionale di sei mesi, a partire dal 28 gennaio; il tribunale accolse le richieste d'appello dei piloti contro le sospensione delle superlicenze, tranne che per Carlos Reutemann e Chico Serra, in assenza di una richiesta in tal senso da parte delle rispettive federazioni argentina e brasiliana. Il tribunale, però, criticò la forma di protesta adottata dai piloti.

### Gran Premio del Brasile
La gara si disputò con un grande caldo, condizione che rese difficile per i piloti giungere al traguardo. Gilles Villeneuve prese il comando, davanti a René Arnoux e Keke Rosberg; il poleman Alain Prost era quarto. Rosberg passò Arnoux nel corso del primo giro, e tentò anche di superare Villeneuve: uscì però dalla pista e venne a sua volta ripassato dalle due Renault.
Rosberg perse altre posizioni nei giri seguenti, cedendo alle due Brabham di Riccardo Patrese e Nelson Piquet. La rimonta della vetture di Bernie Ecclestone proseguì al sesto giro quando entrambe passarono Prost, autore di un errore di guida. Al nono giro Piquet passò il compagno di scuderia Patrese, ritrovandosi al terzo posto, dietro a Villeneuve e Arnoux.
All'undicesimo passaggio Keke Rosberg riprese la quinta posizione a Prost. Nel frattempo Piquet tentava, senza successo, di passare Arnoux. Ciò portò alla creazione di un trenino di vetture dietro al francese, composto, oltre che da Piquet, anche da Patrese, Rosberg, Prost, Reutemann e le due McLaren.
Al giro 17 la svolta: Piquet passò Arnoux, che poco dopo venne passato anche da Rosberg, che a sua volta aveva già sorpassato Patrese. Le due Renault erano in crisi: Arnoux perse una posizione a favore anche di Patrese, e più dietro, Prost venne passato da Niki Lauda. Un giro e Lauda fu ripassato da Prost, che passò anche Arnoux. Si fece avanti John Watson, che passò sia Lauda che Arnoux. Ora la gara vedeva al comando sempre Villeneuve, seguito da Nelson Piquet, Keke Rosberg, Riccardo Patrese, Alain Prost, John Watson, René Arnoux e Niki Lauda.
Al ventiduesimo giro vi fu un incidente tra Arnoux, Lauda e Reutemann, che costrinse tutti e tre al ritiro. Cinque giri dopo, Rosberg passò Piquet alla Molykote, ponendosi al secondo posto. Dopo soli due giri il brasiliano riprese la posizione. Al giro 30 Piquet attaccò il leader della corsa Villeneuve: il canadese sbagliò la manovra di difesa e finì sull'erba all'esterno della pista, ritirandosi. Dopo gli stravolgimenti di questa parte di gara la classifica era guidata da Nelson Piquet, davanti a Keke Rosberg e Riccardo Patrese; entrò in zona punti Nigel Mansell, sesto, seguito da Manfred Winkelhock e Didier Pironi.
Al trentatreesimo giro Patrese fu costretto a ritirarsi per problemi fisici, dovuti al grande caldo della giornata. Al giro 46 Michele Alboreto entrò in zona punti, passando Winkelhock.
La classifica non mutò più fino al termine. Nelson Piquet vinse, precedendo Rosberg e Prost. Alboreto conquistò così i suoi primi punti iridati. Sul podio, per il grande caldo, Piquet svenne. I risultati della gara vennero però stravolti dalle decisioni della FIA. Il 20 aprile il Tribunale della FIA accolse il ricorso presentato da Ferrari e Renault in merito alla classifica del Gran Premio, squalificando Nelson Piquet e Keke Rosberg, giunti rispettivamente, primo e secondo. La sentenza, inappellabile, ribadì che il peso minimo delle monoposto non poteva scendere sotto i 580 kg, e che i rabbocchi effettuati al termine della gara non potevano essere considerati come regolari. Venne così riscritta la classifica della gara, con la vittoria che venne assegnata ad Alain Prost.

### Gran Premio degli Stati Uniti-Ovest
Andrea De Cesaris mantenne il comando davanti a René Arnoux che passò subito Niki Lauda. Seguivano Bruno Giacomelli, Gilles Villeneuve, Alain Prost, Didier Pironi, Keke Rosberg e Nelson Piquet.
Lauda seguiva da vicino Arnoux e, a sua volta, subiva la pressione di Giacomelli. Al 6º giro Giacomelli cercò di superare l'austriaco, ma ritardò troppo la frenata e andò a tamponare Arnoux: entrambi furono costretti al ritiro. Al giro nove il rimontante John Watson passò Villeneuve, inserendosi in terza posizione, mentre al 10º giro anche il leader del mondiale, Alain Prost, fu costretto al ritiro per un testacoda.
Cinque giri dopo Andrea De Cesaris, il cui vantaggio su Niki Lauda andava riducendosi, ebbe un'incertezza nel doppiaggio del brasiliano Raul Boesel, ciò consentì a Lauda di prendere la scia al pilota romano e di superarlo sulla Shoreline Drive. La classifica vedeva così primo Lauda, seguito da De Cesaris, Watson, Villeneuve, Rosberg e Piquet.
Villeneuve e Rosberg dettero vita a un lungo duello: il finlandese sfruttava la maneggevolezza della sua Williams per passare il canadese alla prima chicane, mentre il pilota della Ferrari risuperava sul rettilineo. Villeneuve però finì in testacoda, senza però perdere la posizione a favore del sopraggiungente Nelson Piquet.
Al 25º giro Piquet finì a muro e fu costretto al ritiro; la sua Brabham rimase in una posizione pericolosa, tanto da richiedere l'intervento di un carro attrezzi che trainò la monoposto per un tratto di pista, prima di raggiungere una via di fuga con Niki Lauda che rischiò di colpire il mezzo di soccorso. Due giri dopo Rosberg si insediò al secondo posto grazie anche ai problemi con le gomme di Watson. Il nordirlandese dovette cambiare le coperture al giro 27, scivolando fuori dalla zona dei punti. Ora, dietro Lauda, De Cesaris e Rosberg, si trovava Villeneuve, seguito da Alboreto, Cheever e De Angelis.
Al 33º giro Andrea De Cesaris finì contro un muretto a causa di un problema ai freni. Niki Lauda si trovò al comando con un minuto di vantaggio su Keke Rosberg. In rimonta era Riccardo Patrese che aveva preso la sesta posizione a Elio De Angelis al trentottesimo passaggio, e poi passò Cheever, costretto a un cambio gomme. Al giro 59 Patrese passò anche Alboreto.
Niki Lauda vinse per la prima volta dal suo ritorno alle corse, seguito da Keke Rosberg e Gilles Villeneuve. Successivamente il pilota canadese venne squalificato per l'alettone irregolare della sua vettura: entrò sul podio Riccardo Patrese. Vennero così classificate solo vetture motorizzate Ford Cosworth.

### Il boicottaggio della FOCA e il Gran Premio di San Marino
A seguito delle decisioni della FIA in merito al Gp del Brasile, dopo una riunione a Londra, la FOCA, l'associazione che riuniva gli assemblatori britannici, guidata da Bernie Ecclestone, decise per il boicottaggio della gara imolese. I van delle scuderie inglesi, già presenti sul circuito romagnolo, ritornarono presso le loro sedi. Ecclestone minacciò di escludere dalla FOCA quelle scuderie che non avessero seguito l'invito a non gareggiare. Alcuni team erano però legati a sponsor italiani: per tale ragione Tyrrell e Arrows tentennarono nell'aderire alla protesta. La FOCA propose agli organizzatori di spostare la gara al 3 luglio, vista l'impossibilità di approntare delle vetture, in tempo per la gara, che potessero rispondere alle nuove direttive in merito al peso minimo delle stesse. Per l'associazione dei costruttori questa decisione comportava una modifica regolamentare, che violava il Patto della Concordia.
Per la stessa ragione vi fu la defezione anche della scuderia francese Ligier, che comunicò che non sarebbe riuscita a presentare, per tempo, delle vetture che rimanessero all'interno del limite minimo di peso. Le scuderie presenti si riducevano così a Ferrari, Renault, Osella, Alfa Romeo e Toleman, tutte spinte da motori turbo, o comunque interessate in futuro a dotarsi di un motore sovralimentato. Il regolamento non imponeva un numero minimo di vetture presenti per dare validità alla gara, ma attribuiva agli organizzatori la possibilità di cancellare l'evento se fossero state disponibili meno di 13 vetture. Al primo giorno di prove si aggiunsero anche Tyrrell e ATS, anche se era sempre presente la possibilità che potessero abbandonare il circuito. Gli organizzatori, dal canto loro, minacciarono di sequestrare il materiale tecnico presente delle scuderie che avessero boicottato la gara.
Derek Warwick non poté prendere il via per un guasto alla batteria verificatosi durante il giro di formazione, mentre Riccardo Paletti, all'esordio, fu costretto a partire dai box, con due giri di ritardo, sempre per un problema tecnico.
Alla partenza i primi quattro piloti mantennero le loro posizioni, con René Arnoux che precedeva Alain Prost e le due Ferrari. Le due vetture italiane però, già nel corso del primo giro, alla Piratella, passarono Prost. La gara di quest'ultimo terminò dopo solo sette giri, per un problema elettrico. Scalò così quarto Michele Alboreto.
Al decimo giro terminò definitivamente la gara di Paletti, mentre Andrea De Cesaris, attardatosi con una sosta ai box al giro 6, rientrò in pista, per ritirarsi un giro dopo.
Il vantaggio di Arnoux sulle due Ferrari si riduceva con Villeneuve che tentò, senza successo, di passare il francese. In zona punti entrava, intanto, Manfred Winkelhock, che aveva passato Teo Fabi: il pilota milanese, dopo poco, fu costretto ai box per molti minuti. Al ventiduesimo passaggio Pironi passò Villeneuve, per esserne poi ripassato al giro 26. Un giro prima, nel frattempo, Bruno Giacomelli, quinto, si era ritirato col motore fuori uso.
Al giro 27 Villeneuve ebbe la meglio su Arnoux, con un sorpasso alla Rivazza; quattro giri dopo però, al Tamburello, il pilota della Renault riprese il comando della gara; ne approfittò anche Pironi, che passò nuovamente il suo compagno di scuderia, per il secondo posto. Il canadese, però, già alla Piratella, recuperò la piazza d'onore. Il giro seguente Eliseo Salazar entrò in zona punti, passando Winkelhock.

Didier Pironi taglia vittorioso il traguardo del GP di San Marino.

Nei giri successivi continuò la lotta tra i primi tre: al giro 35 Pironi passò ancora Villeneuve, col canadese che si riportò secondo al giro 41. Intanto Salazar si era fermato ai box, facendo così rientrare tra i primi sei Winkelhock; il tedesco fu poi costretto anch'egli ai box per un problema elettrico. Al quarantacinquesimo passaggio René Arnoux fu costretto ad abbandonare la gara, con il motore fumante. Ora la classifica vedeva, con ampio margine, al comando le due Ferrari, seguite da Michele Alboreto, Jean-Pierre Jarier, Eliseo Salazar e Manfred Winkelhock.
Un giro dopo, approfittando del fatto che Gilles Villeneuve stava seguendo correttamente il logico ordine dei box (cartello "SLOW") di rallentare (visto che, uscite le Renault, nessun concorrente era in grado di insidiare le due Ferrari) Didier Pironi prese il comando della gara e incominciò a "tirare" mettendo anche inutilmente a rischio l'affidabilità delle vetture. Successivamente si apprese anche che esisteva un accordo verbale tra i piloti che assegnava la vittoria a chi dei due si fosse trovato in testa a metà gara (nei fatti, Villeneuve). Infatti il cronologico dimostra che, uscite le Renault, quando Gilles era in testa girava almeno un secondo più lento del solito, mentre quando era in testa Didier tirava a tempi record (per lui, visto che quel fine settimana - come quasi sempre, del resto - Gilles è sempre stato più veloce arrivando a rifilargli 1,3 secondi in qualifica). La lotta fra i due proseguì, così che al giro 49 il canadese, con un'azione alla Tosa, ritornò a condurre. Dai box della scuderia italiana fu esposto di nuovo il cartello "SLOW", che di fatto imponeva ai piloti di preservare le vetture. Gilles fu l'unico però a seguirlo, tanto che Pironi, al giro 52, superò ancora Villeneuve che, a sua volta, cercò di insidiare ancora il francese fino all'arrivo. A un giro dal termine, sempre alla Tosa, Gilles Villeneuve riprese a condurre, ma all'ultimo giro, Pironi, giunto al Tamburello, si portò all'esterno di Villeneuve, per passarlo nella curva seguente.
Didier Pironi vinse così per la prima volta con la Ferrari, la seconda in carriera nel mondiale di F1. Terzo giunse Michele Alboreto, al suo primo podio iridato, quarto Jean-Pierre Jarier, che conquistò così i primi punti in F1 dell'Osella.
Al termine del gran premio Gilles Villeneuve dopo il giro d'onore, si diresse al motorhome della Scuderia Ferrari ed apostrofò violentemente, a detta di molti presenti, il direttore sportivo Marco Piccinini (il canadese esclamò: "Ed ora cercatevi un altro pilota!") che invece non trovò nulla di insolito o di scandaloso nella vittoria di Didier Pironi.
Villeneuve quindi salì controvoglia sul podio, solo per non fare un torto alle autorità sammarinesi e ritirare il piatto destinato al secondo classificato, ma mostrando una grande contrarietà. Nel dopogara il canadese ebbe un turbolento colloquio con Pironi, durante il quale lo accusò di avergli rubato la vittoria e di essere un falso amico, giurandogli che mai gli avrebbe più rivolto la parola.

### Gran Premio del Belgio
Nel corso delle qualifiche avvenne il tragico incidente che coinvolse il pilota della Scuderia Ferrari Gilles Villeneuve il quale, all'altezza della curva Terlamenbocht, si trovò davanti il tedesco Jochen Mass della March: Villeneuve che era nel giro di rientro decise di passare il tedesco all'esterno ma, in quel momento, Mass si spostò nella stessa direzione, col pilota tedesco convinto di lasciare l'interno della pista al canadese.
La Ferrari urtò la ruota posteriore di Mass e decollò, atterrando col musetto sull'erba e poi iniziando a ribaltarsi più volte, l'avantreno della monoposto si disintegrò e Villeneuve venne sbalzato fuori dell'abitacolo, ricadendo a terra diversi metri dopo e sbattendo col collo su un paletto di sostegno delle reti di protezione, poste all'esterno della curva.
I soccorsi furono immediati, tanto che si tentò di rianimare il pilota sul posto, ma senza esito; caricato sull'ambulanza, venne portato immediatamente all'ospedale Saint Raphael di Lovanio, dove venne tenuto in vita artificialmente. Il pilota aveva subito danni alla vertebra cervicale nella collisione con il paletto e i medici, molto scettici sulla sua sopravvivenza, annunciarono la sua probabile paralisi totale. Alle 21 la moglie Johanna acconsentì a staccare la macchina che teneva in vita il marito. La morte di Gilles Villeneuve sopraggiunse alle ore 21.12.

Gilles Villeneuve morì nel corso delle prove del Gran Premio del Belgio. Aveva 32 anni.

Le prove tuttavia videro René Arnoux conquistare la prima posizione, mentre Alain Prost veniva sopravanzato anche da Keke Rosberg; seguivano poi Niki Lauda, Andrea De Cesaris, Michele Alboreto e le due Brabham. Al via vi fu una toccata tra Bruno Giacomelli e Eliseo Salazar, speronato a sua volta da Manfred Winkelhock: Giacomelli e Salazar furono costretti al ritiro. Si fermarono sulla griglia Nigel Mansell e Derek Warwick, che però furono capaci di ripartire, con la spinta dei meccanici.
La gloria per le Renault durò poco: al terzo giro Lauda prese la terza posizione a Prost, mentre al giro 4 Arnoux fu costretto a una sosta ai box per un problema col turbo: si trovò così a condurre Keke Rosberg, per la prima volta nella sua carriera nel mondiale. A seguire il finnico vi era ora Lauda, poi De Cesaris, che aveva anch'egli passato Prost. La gara di quest'ultimo proseguì negativamente, tanto che venne passato, nei giri successivi, anche da Riccardo Patrese e John Watson, che era autore di una bella rimonta. Al quindicesimo giro Prost dette addio alla zona dei punti, passato da Alboreto.
Al giro 29 Alboreto fu costretto al ritiro per un guasto al motore. Al trentesimo giro Andrea De Cesaris passò Lauda, ponendosi al secondo posto mentre, un giro dopo, Watson conquistò il quarto posizionamento in classifica, superando Patrese. Ora la classifica, dietro a Keke Rosberg, vedeva così De Cesaris, Lauda, Watson, Patrese, Derek Daly e le due Ligier. Dopo le Ligier vi era Nelson Piquet e un sorprendente Jochen Mass, partito dall'ultima fila.
Al 34º passaggio terminò la gara anche per Andrea De Cesaris, che fu fermato da un guasto al cambio. Tre giri dopo si ritirò anche Jean-Pierre Jarier che, dopo un pit stop, non attese il via libera dei meccanici, che stavano ancora operando coi martinetti sugli pneumatici, e distrusse l'alettone posteriore.
Al giro 47 Watson passò il compagno di scuderia Lauda, mentre dalle retrovie si faceva largo Elio De Angelis, che aveva effettuato un cambio gomme nei primi giri della gara e poi aveva compiuto una forte rimonta. Al giro 52 anche Patrese, mentre era quarto, si ritirò per incidente. Entrò in zona punti Laffite che, però, due giri dopo, precipitò in classifica. Ora sesto era De Angelis.
Al giro 61 si ritirano sia Daly (mentre era quarto) sia Mass (che era ottavo). Scalava così sesto Chico Serra con la Fittipaldi, che però veniva passato un giro dopo da Nelson Piquet.
John Watson rimontava su Rosberg, in difficoltà per via dell'usura dei suoi pneumatici. A 2 giri dalla fine Rosberg commise un errore alla curva Bolderberghaars Peldbocht, finì sul cordolo e venne superato da Watson, che andò a vincere davanti allo stesso Rosberg, poi Lauda, Cheever, De Angelis e Piquet. Per il nordirlandese si trattava del terzo successo iridato. Lauda venne successivamente squalificato per un'irregolarità tecnica sulla sua McLaren (la vettura era sotto al peso minimo): terzo, per la prima volta sul podio, venne così classificato Eddie Cheever. Chico Serra scalò sesto, conquistando l'ultimo punto iridato per la Fittipaldi, mentre la BMW conquistò i suoi primi punti come motorista.

### Gran Premio di Monaco
René Arnoux mantenne il comando seguito da Bruno Giacomelli, Riccardo Patrese e Alain Prost. Al secondo giro Prost, sul rettilineo d'arrivo, riuscì a superare Patrese e si portò al 3º posto; Giacomelli, due giri dopo, fu costretto ai box, a causa della rottura del semiasse: le due Renault si trovarono così a comandare la gara. Seguivano Patrese, Didier Pironi, Andrea De Cesaris, Michele Alboreto e Keke Rosberg.
Al quindicesimo passaggio Arnoux perse il controllo della sua Renault alle Piscine, finendo in testacoda: il motore si spense e fu costretto al ritiro. Alain Prost passò così a condurre. I primi quattro della classifica erano vicini, compresi in sette secondi. Subito dietro, al giro 22, Keke Rosberg passò Alboreto.
Il gruppetto di testa si trovò, al 33º giro, a doppiare Elio De Angelis: Prost e Patrese lo superarono senza problemi, mentre Pironi provò a infilarlo alla Rascasse; nella manovra la monoposto del francese urtò la ruota della Lotus e danneggiò il musetto. Il danno tuttavia non fu importante tanto che il francese proseguì la sua gara. Nelle prime posizioni la classifica non vide mutamenti fino al giro 66, quando Rosberg (5°), si ritirò per un problema alle sospensioni, seguito 4 giri dopo, anche da Alboreto. Quinto era così Derek Daly e sesto Elio De Angelis.
Attorno al 70º giro, sul tracciato, iniziò a cadere una leggera pioggia: a farne le spese per primo fu il battistrada Alain Prost che, al giro 74 (a tre tornate dalla conclusione del gran premio), sbatté contro il guard-rail, dopo essere andato in testacoda alla chicane del porto.
Dopo questo ritiro la gara visse dei momenti concitati. Leader della gara diventò Riccardo Patrese, che però si girò, poco dopo, al tornante Loews, spegnendo il motore; passò perciò al comando Didier Pironi, che venne tradito dalla batteria scarica della sua Ferrari, che si fermò sotto il tunnel, nel corso dell'ultimo giro. Al comando sarebbe passato dunque un altro pilota italiano, Andrea De Cesaris, con l'Alfa Romeo, che rimase senza benzina pochi istanti dopo l'abbandono di Pironi. In testa avrebbe potuto porsi l'irlandese Derek Daly, che era attardato di un giro, ma il pilota della Williams toccò le barriere e si fermò alla Rascasse, prima di iniziare l'ultimo giro.
Patrese, nel frattempo, era riuscito a ripartire e, unico tra tutti i piloti partecipanti, tagliò il traguardo a pieni giri: era dal 1975 (Vittorio Brambilla nel Gran Premio d'Austria) che un italiano non vinceva una corsa mondiale. Patrese fu anche il primo pilota italiano a vincere un'edizione del Gran Premio di Monaco valida quale prova del Campionato mondiale di Formula 1. Nel caos finale non fu subito chiaro chi avesse vinto, tanto che alla Lotus spinsero anche De Angelis ad andare sul podio e lo stesso Patrese, solo una volta concluso il giro d'onore ed aver arrestato la macchina davanti al podio, venne informato della vittoria. Per le posizioni di rincalzo, il secondo posto venne assegnato a Pironi davanti a De Cesaris. I due pur ritirati avevano compiuto 75 giri su 76 in un tempo minore dei doppiati Mansell e De Angelis, che occuparono la quarta e la quinta posizione. Sesto viene classificato Daly, malgrado il ritiro, a due giri.
Riccardo Patrese fu il sessantanovesimo pilota ad aggiudicarsi un gran premio valido per il mondiale di F1.

### Gran Premio degli Stati Uniti-Est
Al via Alain Prost mantenne il comando seguito da Andrea De Cesaris, Keke Rosberg (questi due duellarono a lungo nel corso del primo giro) e Didier Pironi. Già nel corso del primo giro, nelle retrovie, vi fu un incidente tra Mauro Baldi e Raul Boesel.
Al terzo giro De Cesaris fu costretto a rientrare ai box con un semiasse rotto: per lui la gara terminò così. Al settimo giro la vettura di Elio De Angelis, mentre tentava di superare quella di Roberto Guerrero, alla fine del rettilineo d'arrivo, entrò in contatto con quest'ultima: la Ensign del colombiano si alzò da terra e andò a sbattere contro le barriere; Riccardo Patrese non si accorse della macchina di Guerrero, frenò di colpo ma non poté evitare il contatto contro le barriere. Entrambi i piloti erano indenni ma dalla macchina di Patrese si sviluppò un principio di incendio da un freno posteriore: la posizione pericolosa delle vetture indusse il direttore di gara a sospendere la corsa. La classifica sarebbe stata stilata per somma dei tempi. Al momento dell'interruzione la classifica vedeva al comando Alain Prost, seguito da Keke Rosberg, Didier Pironi, Nigel Mansell, Bruno Giacomelli, Eddie Cheever e Niki Lauda.
Il gran premio venne fatto ripartire dopo un'ora, vista anche la difficoltà che gli organizzatori trovarono nello spostare le vetture incidentate.
Alla ripartenza Nigel Mansell perse rapidamente diverse posizioni, tanto da crollare in ottava posizione. Chi ne approfittò fu soprattutto René Arnoux che prese una posizione a Lauda, ponendosi sesto, dietro a Cheever. L'austriaco si rifece al giro 12, quando passò nuovamente Arnoux. La sua Renault soffriva di un guaio all'iniezione, che lo fece scendere in classifica di un paio di posizioni.
Lo stesso problema si verificò sull'altra vettura, quella del battistrada Prost, che presto venne raggiunto da Rosberg. Al ventitreesimo passaggio Rosberg fu capace di sorpassare Prost, che però restava primo nella classifica per addizione dei tempi. Già però un giro dopo il vantaggio del finlandese salì, tanto da cancellare il vantaggio di Prost al momento dell'interruzione della gara.
Al giro 26 Giacomelli andò in testacoda alla curva Atwater, rimase in gara, ma venne passato sia da Cheever che da Lauda. Intanto proseguivano le difficoltà per Prost, che nel giro di pochi passaggi, venne passato sia da Didier Pironi che da Eddie Cheever e Niki Lauda. Il francese però, grazie al vantaggio accumulato nella prima parte di gara, restava comunque terzo. Il francese venne passato poi anche da Giacomelli e Watson.
Al trentesimo passaggio John Watson passò Giacomelli. Il nordirlandese proseguì la sua rimonta, avvicinandosi a Lauda. Ciò fece avvicinare anche Giacomelli, che tentò di riprendersi la posizione: le due monoposto però collisero, l'Alfa Romeo ruppe una sospensione e finì contro le barriere.
Tre giri dopo Watson ebbe la meglio su Lauda e si avvicinò anche a Cheever, rallentato da Pironi. Watson prima passò Cheever sul rettilineo Larned, poi, su quello della Jefferson Drive, anche Pironi. Due giri dopo Cheever, sempre impossibilitato a passare Pironi, cedette una posizione anche a Lauda. L'austriaco passò in seguito il francese della Scuderia Ferrari il giro seguente.
Watson completò la sua rimonta al giro 38, passando anche Rosberg. Il finlandese, grazie alla classifica per somma di tempi, rimase però primo, davanti a Niki Lauda e John Watson. Al quarantunesimo giro Lauda sbagliò la manovra di sorpasso su Rosberg, finendo a muro. Ne approfittò Cheever che riuscì invece a superare il finnico. Più dietro Pironi fu autore di un testacoda, in cui perse una posizione in favore di Laffite.
Al giro 43 Watson scavò un margine sufficiente su Rosberg per essere considerato effettivamente primo in classifica. Terzo era Eddie Cheever, poi Jacques Laffite, Didier Pironi e Derek Daly. Al giro 48 un leggero contatto tra Laffite e Rosberg non costrinse il francese al ritiro che, anzi, fu anche capace di passare il pilota della Williams. Un giro dopo Pironi passò anch'egli Rosberg e, al giro 52, anche Laffite. Rosberg venne passato anche da Daly: il finlandese, sesto in pista, era quarto in classifica.
La Ligier di Laffite era comunque danneggiata: venne così ripassata da entrambe le Williams. Al sessantaduesimo passaggio venne dichiarata la fine del gran premio, per il raggiungimento delle due ore di gara (la gara prevedeva inizialmente 70 giri).
John Watson vinse per la quarta volta nel mondiale, davanti a Eddie Cheever, Didier Pironi e le due Williams.

### Gran Premio del Canada
Al via la Ferrari di Didier Pironi, in pole position, restò ferma sulla griglia di partenza; il pilota francese alzò il braccio per segnalare il problema agli altri conduttori: quasi tutti i piloti riuscirono ad evitare la vettura, che però venne leggermente urtata da Roberto Guerrero, poi da Raul Boesel che si girò: Eliseo Salazar urtò Geoff Lees, mentre dietro Riccardo Paletti tamponò in pieno la Ferrari.
Paletti perse subito conoscenza rimanendo intrappolato nell'auto; Pironi uscì immediatamente dalla propria vettura per aiutare il collega, insieme ai commissari di gara ma, pochi secondi dopo, la benzina che era fuoriuscita dal serbatoio dell'Osella, prese fuoco e la monoposto fu completamente avvolta dalle fiamme. L'incendio fu rapidamente domato ma il pilota, pur non ustionato, non dava segni di vita; estratto dalla sua macchina dopo oltre venti minuti, venne portato in ospedale Royal Victoria, ove morì poco dopo il ricovero.
Le ferite riportate nella zona toracica, piuttosto gravi, resero fatale l'inalazione delle sostanze estinguenti che preclusero ogni possibilità di rianimarlo; inoltre aveva subito la frattura della gamba sinistra e della caviglia destra.
Dopo un'ora dall'incidente la pista venne sgomberata dai rottami si avviò una nuova partenza: Didier Pironi mantenne il comando della corsa seguito da René Arnoux, Alain Prost, Nelson Piquet e John Watson. Già alla fine del primo giro Arnoux riuscì a superare Pironi, in netta difficoltà col muletto; poco dopo, al tornantino del Casinò, Giacomelli, che procedeva a rilento a causa di una foratura, venne tamponato da Mansell: l'inglese, nell'impatto, si fratturò un polso e venne portato via in ambulanza. Nel corso del secondo giro Piquet prese la seconda posizione a Prost, e la seconda a Pironi, un giro dopo.
Al nono giro il brasiliano superò anche Arnoux portandosi al comando della corsa, mentre Pironi perdeva sempre più posizioni, tanto che decise di rientrare ai box per la sostituzione delle gomme. Ora quarto scalava Eddie Cheever, seguito da Andrea De Cesaris e Riccardo Patrese. Il padovano passò il romano al giro 14, e anche l'italoamericano al giro 17.
Al ventinovesimo giro Arnoux finì in testacoda e fu costretto al ritiro. Nello stesso giro Patrese passò Prost, trovandosi così secondo. Due giri dopo anche Alain Prost si ritirò, col motore in fumo. Adesso Piquet guidava seguito da Patrese, con la Brabham aspirata, De Cesaris e Cheever.
A quattro giri dal termine Cheever rimase senza benzina e si ferma sul rettilineo d'arrivo, due giri dopo anche De Cesaris (terzo) e Derek Daly (quinto) subirono lo stesso inconveniente e devono fermarsi a bordo pista, ne approfittano John Watson che scalò al terzo posto ed Elio De Angelis al quarto.
La gara venne vinta da Nelson Piquet che, a solo sette giorni dalla non qualificazione di Detroit, ottenne la prima vittoria per un motore BMW. La casa tedesca era la sedicesima ad imporsi, come motorista, in una gara valida per il mondiale di F1.

### Gran Premio d'Olanda
In partenza Alain Prost prese il comando, davanti al compagno di scuderia René Arnoux, poi le due Ferrari di Didier Pironi e Patrick Tambay. Nelson Piquet, autore di una cattiva partenza, venne passato anche da Niki Lauda.
Pironi si portò rapidamente al comando, passando già nel corso del secondo giro Arnoux, e al quinto Prost. Sempre nel corso del secondo passaggio Piquet recuperò sia su Lauda che su Tambay, bruciandoli sul rettilineo d'arrivo, posizionandosi al quarto posto. Al terzo giro anche Lauda tentò il sorpasso su Tambay, ma senza successo. Nei giri seguenti rinvenne dalla retrovie Keke Rosberg che passò in pochi giri Giacomelli, Lauda e Tambay. Pironi, dopo un terzo di gara, precedeva prost di 14 secondi e Piquet di 17.
Al quindicesimo passaggio Piquet ebbe la meglio su Arnoux, ponendosi al terzo posto. La gara del francese s'interruppe poco dopo, al giro 21, quando andò dritto alla prima curva, e uscì di pista a quasi 260 km/h. La monoposto finì sulla barriera fatta dagli pneumatici: venne parzialmente distrutta ma Arnoux subì solo una forte contusione alla gamba sinistra.

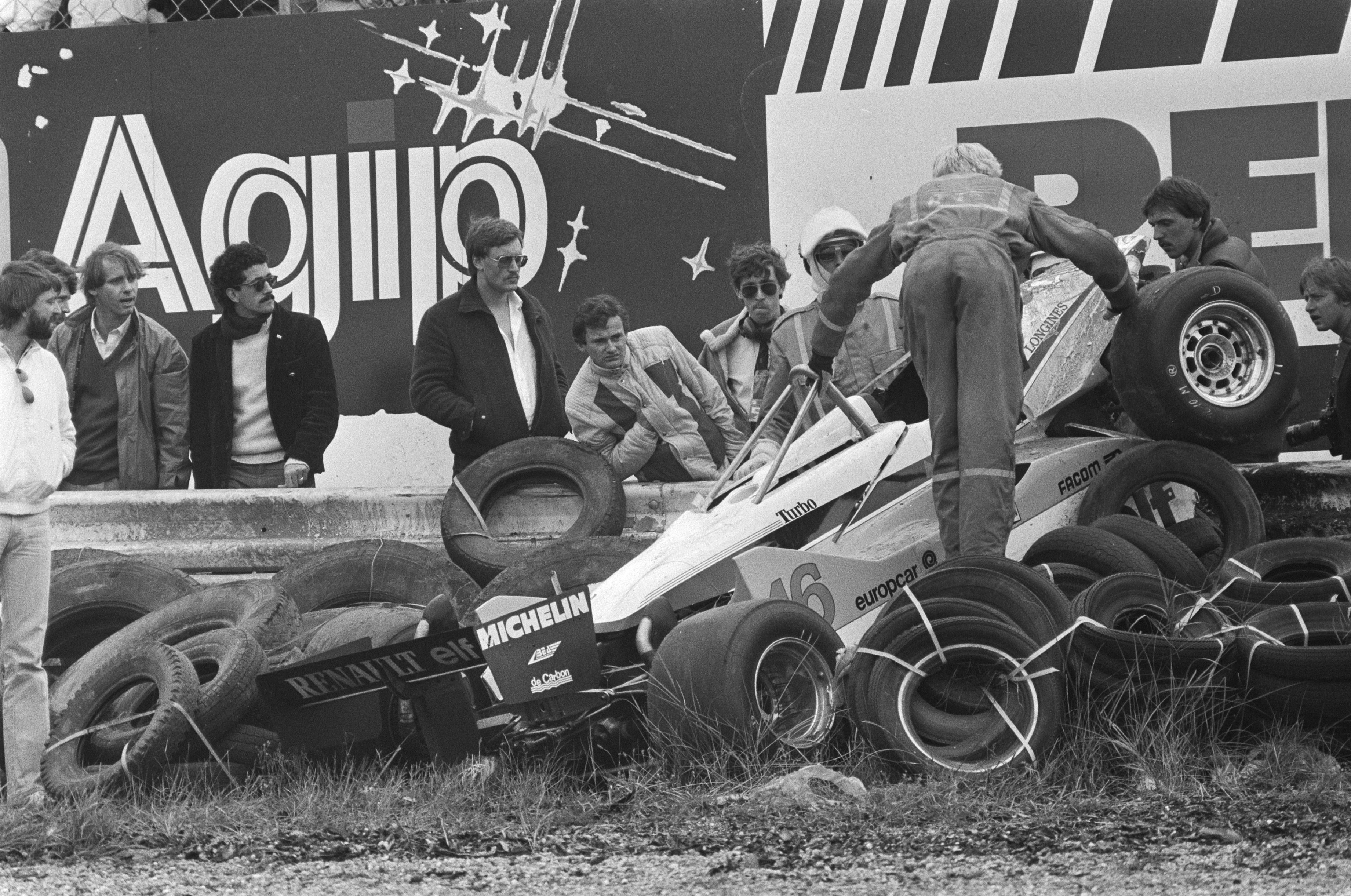
In Olanda la gara di René Arnoux terminò con un incidente spettacolare, che però non ebbe conseguenze sul pilota.

Anche la gara dell'altro pilota della Renault, Alain Prost non durò a lungo: si ritirò per un guasto al motore al giro 33, dopo che nei giri precedenti era stato passato sia da Piquet che da Rosberg. La gara vedeva sempre al comando Didier Pironi, che precedeva Piquet, Rosberg, Tambay, Lauda, Giacomelli e Daly. Una leggera pioggia fece la sua comparsa sul tracciato, ma fu di breve durata e intensità, tanto che nessun pilota fu costretto a montare gomme da bagnato.
L'irlandese entrò in zona punti al giro 36, mentre Tambay cedette via via posizioni, a causa di un problema all'alimentazione: prima a Lauda, poi a lo stesso Daly, infine a Michele Alboreto, che entrò in zona punti al 45º giro.
La classifica rimase congelata fino al giro 69 quando Alboreto prese il quinto posto a Daly: il pilota italiano però venne nuovamente passato da quello della Williams. Le due auto si toccarono, Alboreto andò in testacoda, e venne passato da Mauro Baldi.
Didier Pironi vinse per la terza volta nel mondiale, precedendo Nelson Piquet e Keke Rosberg. Per Baldi, il sesto posto, fu il primo arrivo a punti nel mondiale. Il giro più veloce venne conquistato per la prima volta da Derek Warwick: fu anche il primo gpv per la Toleman tra i costruttori e per la Hart tra i motoristi.

### Gran Premio di Gran Bretagna
Al momento del giro di ricognizione la Williams del poleman Keke Rosberg rimase ferma a causa di un problema all'alimentazione; i meccanici riuscirono a farlo ripartire, a spinta, ma fu costretto a prendere il via dal fondo della griglia.
Al via Riccardo Patrese, in prima fila, non riuscì a partire: il padovano alzò un braccio per segnalare il problema, Didier Pironi riuscì ad evitarlo, ma René Arnoux, che lo vide all'ultimo momento, e tamponò la Brabham ferma; entrambi finirono fuori pista. Una ruota, staccatasi, dalla Renault di Arnoux, attraversò la pista e venne urtata dalla Toleman di Teo Fabi: tutti e tre piloti furono costretti al ritiro. Nelson Piquet prendeva così il comando della corsa seguito da Niki Lauda, Didier Pironi, Elio De Angelis, Michele Alboreto e Andrea De Cesaris.
Al terzo giro, all'entrata, della curva Hawthorn Jean-Pierre Jarier e Chico Serra si toccarono; la Fittipaldi del brasiliano si ribaltò e finì ribaltandosi e prendendo fuoco, mentre John Watson, costretto a passare sull'erba, andò in testacoda e si ritirò. Serra venne immediatamente soccorso e non subì gravi danni fisici.
La gara continuò con Piquet al comando fino al decimo giro, quando fu costretto al ritiro per un problema di alimentazione; la Brabham non poté così implementare la strategia di rifornimento carburante in gara.
Nello stesso giro Derek Daly passò De Angelis ponendosi così al terzo posto, alle spalle di Lauda e Pironi. Dalle retrovie Derek Warwick della Toleman fu protagonista di una grande rimonta: decimo al fine del primo giro, scalò sesto già al giro 6, mentre al giro 12 passò anche De Angelis e al giro 18 Daly. L'inglese tallonò poi Pironi per tre giri, poi tentò l'attacco alla Druids Bend ma Pironi lo chiuse. Il giro dopo, sul rettilineo d'arrivo, Warwick riuscì a prendere la scia di Pironi e lo superò alla frenata della Paddock Hill Bend portandosi in seconda posizione. L'inglese continuò a spingere e iniziò a rimontare su Lauda, ma al quarantesimo giro rientrò ai box, ritirandosi per una rottura del semiasse.
Lauda comandava ora su Pironi, De Angelis, De Cesaris e Patrick Tambay. Il francese passò al giro 47 De Cesaris, che cedette poi una posizione a Daly. Dodici giri dopo anche Alain Prost superò il pilota dell'Alfa Romeo. La gara del pilota romano si chiuse al giro 66 per un problema elettrico.
Negli ultimi giri Elio De Angelis si avvicinò a Pironi, ma i problemi di alimentazione della Lotus ne impedirono l'attacco; anzi, al penultimo passaggio il pilota italiano venne passato da Tambay.
Niki Lauda conquistò il suo diciannovesimo trionfo iridato, davanti alle due Ferrari: per Tambay si trattò del primo podio nel mondiale. Brian Henton, della Tyrrell, conquistò il suo primo e unico giro veloce in gara.

### Gran Premio di Francia
In partenza le due Renault mantennero il comando, seguite da Didier Pironi, e le due Brabham di Riccardo Patrese e Nelson Piquet, per le quali era ancora atteso il rifornimento strategico durante la gara. Ciò consentiva alle due vetture di partire con poco carburante e con gomme morbide, e quindi di essere molto veloci.
Già nel corso del primo giro, sul rettilineo del Mistral, Patrese prese la scia a Pironi e lo superò portandosi in terza posizione. Un giro dopo, sempre al Mistral, Patrese superò anche Prost, installandosi al secondo posto. Anche il compagno di scuderia Piquet era velocissimo: superò Pironi e raggiunse anche Prost, superandolo al 4º giro. La cavalcata delle due Brabham proseguì nei giri seguenti: al giro 3 Patrese si portò in testa, e già al quinto giro Piquet conquistava la seconda posizione. Dietro rimanevano le due Renault, le due Ferrari. Il primo dei piloti con vettura a motore aspirato era Derek Daly, quinto, seguito da Niki Lauda e Bruno Giacomelli.
La gara di Patrese terminò dopo soli otto giri, quando fu costretto al ritiro per un guasto al motore BMW. Il motore in fiamme rischiava di esplodere: il padovano decise di accostare e non tornare ai box per evitare peggiori conseguenze.
Al giro 11 Mauro Baldi, dell'Arrows, nel tentativo di passare Jochen Mass, per la diciottesima posizione, attaccò alla Signes: chiuso all'interno da Mass, le due vetture si toccarono e la March del tedesco si alzò dal suolo, si ribaltò, e andò a sbattere contro il guardrail, finendo contro le reti, a pochi metri dal pubblico. La vettura di Baldi invece si fermò contro le reti di contenimento. Mass venne estratto con difficoltà dalla vettura (da cui si sprigionò un principio d'incendio), anche con l'aiuto di Baldi. Il tedesco riportò piccole lesioni alle vertebre e concluse così, di fatto, la sua carriera in F1. Dodici persone, tra il pubblico, furono ferite in modo leggero.
Nelle retrovie perse posizioni Daly, che finì fuori dalla zona dei punti, mentre si fece largo l'altro pilota della Williams Keke Rosberg, che infilò Watson e Giacomelli, ponendosi al settimo posto. Al giro 17 il finlandese passò anche Lauda e entrò in zona punti.
La scuderia di Bernie Ecclestone era pronta a effettuare il cambio gomme previsto per Piquet, ma al giro 24 anche la vettura del brasiliano dovette fermarsi per un guasto al motore. Tornò così a condurre la coppia della Renault Arnoux-Prost, seguita da quella della Ferrari Pironi-Tambay.
La classifica rimaneva congelata quando, negli ultimi giri, dal muretto della Renault, veniva indicato ad Arnoux di lasciare strada a Prost, meglio piazzato nella classifica piloti. Arnoux però non lasciò la posizione e vinse per la terza volta nel mondiale. Ai primi quattro posti si classificarono quattro piloti francesi.

### Gran Premio di Germania

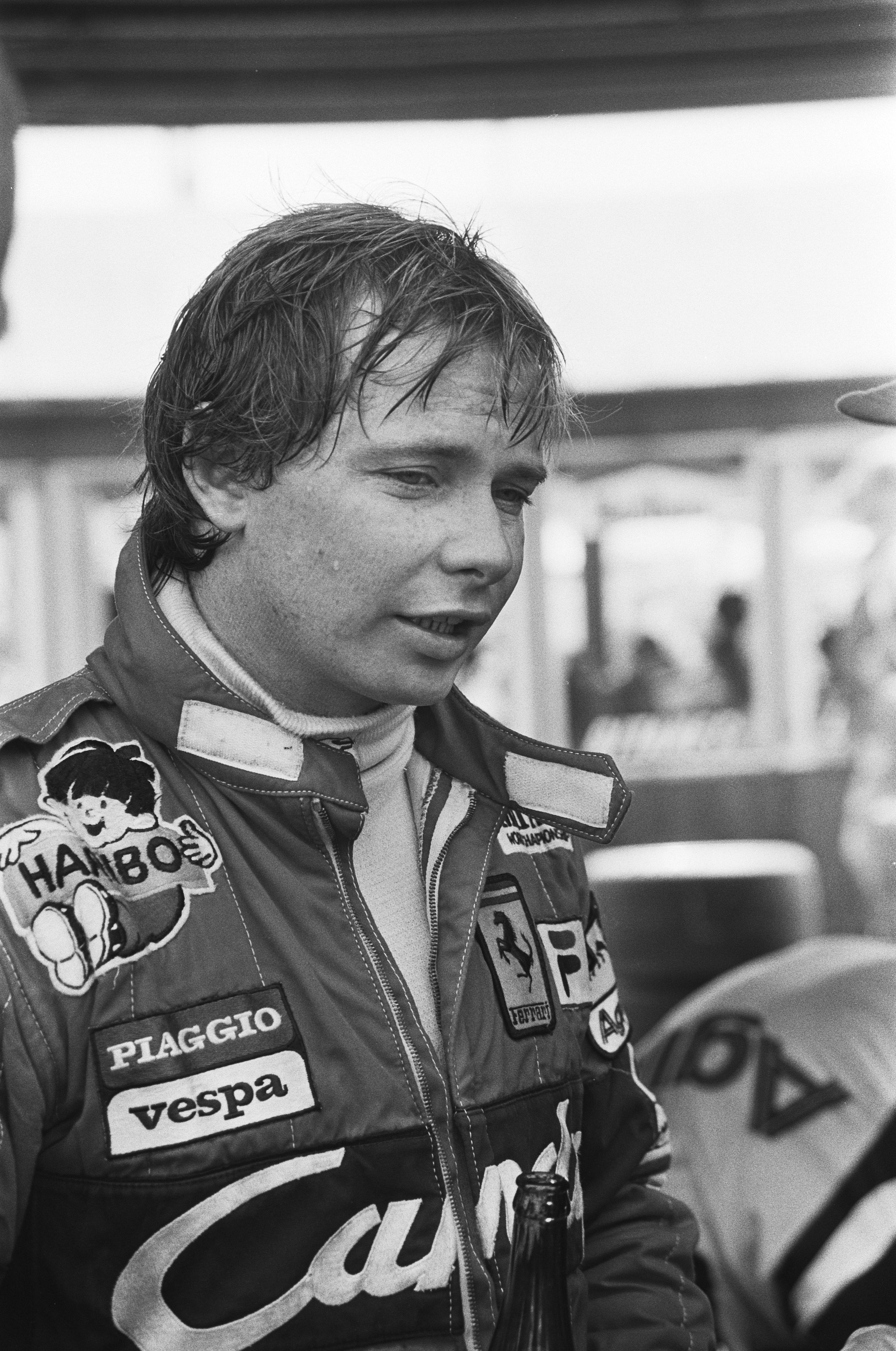
Didier Pironi fu vittima di un grave incidente durante le prove libere del Gran Premio di Germania, che di fatto gli fece abbandonare la carriera nella Formula 1.

Durante le prove libere del sabato mattina, che si svolsero sotto la pioggia, Didier Pironi fu vittima di un grave incidente che, di fatto, lo costrinse a chiudere la sua carriera nella massima formula. Il francese tamponò Alain Prost: Pironi non vide la Renault, nascosta da una nuvola d'acqua, e la colpì nel posteriore: la Ferrari volò in aria e atterrò con il musetto. Pironi rimase legato alla macchina grazie alle cinture ma gravemente ferito alle gambe. Il pilota venne trasportato alla clinica universitaria di Heidelberg ove gli venne riscontrata la frattura delle gambe e di un braccio, l'incrinatura del naso e un trauma cranico. Venne sottoposto a un intervento di oltre 5 ore, nel tentativo di salvarlo dall'amputazione del piede destro.
In gara René Arnoux bruciò al via Alain Prost, che venne passato alla prima chicane, anche da Nelson Piquet.  Piquet, già al secondo giro, si pose al comando scavalcando Arnoux; il compagno di scuderia del brasiliano, Patrese, conquistò il quinto posto ai danni De Cesaris. Le due Brabham erano favorite dalla strategia che prevedeva un pit stop, con cambio degli pneumatici e rabbocco di benzina.
Al giro 4 Tambay entrò sul podio virtuale sorpassando Prost, mentre nelle retrovie si faceva largo Rosberg che passava Alboreto.  Tambay passò anche Arnoux, ponendosi alle spalle di Piquet. Tra il dodicesimo e il quattordicesimo passaggio andarono ai box sia Alain Prost (per un guaio elettrico), che Patrese, che fu anche costretto al ritiro per un guasto del propulsore.
Al diciannovesimo passaggio ci fu la svolta della gara: Piquet, giunto alla Ostkurve, si trovava di fronte Eliseo Salazar: il brasiliano impostò il doppiaggio, Salazar frenò tardi e le due vetture collisero. Piquet, sceso dalla vettura cercò di malmenare il pilota cileno. Si trovò così in testa, per la prima volta nel mondiale di F1, Patrick Tambay, che ora precedeva René Arnoux, John Watson Keke Rosberg, Michele Alboreto e Jacques Laffite.
Al giro 37 Watson scontò la rottura di una sospensione all'Ostkurve e fu costretto al ritiro. Al quarantaduesimo giro Tambay doppiò anche Rosberg, che era terzo: il solo Arnoux era ancora a pieni giri, assieme al ferrarista. Patrick Tambay vinse per la prima volta nel mondiale, settantesimo pilota diverso nella storia.

### Gran Premio d'Austria
Il poleman Nelson Piquet mantenne il comando alla partenza, conducendo davanti a Alain Prost e Riccardo Patrese. Nelle retrovie vi fu una collisione tra le due Alfa Romeo: venne coinvolto anche Derek Daly rimasto fermo con un problema alla frizione; tutti e tre i piloti furono costretti all'abbandono. Già nel corso del primo giro Patrese ripassò Prost, mentre al giro dopo l'italiano passò a condurre superando Piquet. Sempre nel secondo giro Tambay soffrì per una foratura mentre Alboreto uscì di pista, nel tentativo di passare Keke Rosberg.
La gara vedeva perciò in testa le due Brabham, seguite dalle due Renault, Elio De Angelis, Keke Rosberg e Derek Warwick. Quest'ultimo passò poi Rosberg, entrando nella zona dei punti. La gara di Warwick terminò all'ottavo giro, con la sospensione rotta; poca prima anche l'altro pilota della Toleman Teo Fabi aveva abbandonato, quando era settimo.
Al giro 16 Arnoux si ritirò col motore fuori uso. Due giri dopo Piquet entrò ai box per il cambio gomme programmato, dopo che per tre gare questa strategia non aveva potuto essere implementata. Piquet rientrò in gara quarto. Al giro 23 anche il compagno di scuderia Riccardo Patrese effettuò il cambio gomme: questo fu molto più rapido e ciò permise all'italiano di tornare in gara primo, davanti a Prost, De Angelis, Piquet e Rosberg.
Al 28º giro si ruppe il motore BMW di Patrese, che alla Texaco, uscì di pista e fu rischiò di colpire una fotografa. La gara dell'altra Brabham durò soli altri quattro giri: Piquet fu fermato da un guasto elettrico. La classifica era così comandata da Alain Prost, seguito da Elio De Angelis (staccato di trenta secondi), Keke Rosberg, Jacques Laffite e, a un giro Niki Lauda e Mauro Baldi. Al 47º passaggio Baldi cedette la sesta posizione a Tambay.
Al giro 49 il guasto all'alimentazione costrinse Prost al ritiro. Si mise a condurre Elio De Angelis, per la prima volta nella sua carriera in F1. Al giro 50 Tambay passò anche Lauda mentre Rosberg si avvicinava a De Angelis. Il finlandese riuscì ad azzerare i l distacco tanto da portarsi in scia al pilota italiano dopo l'ultima curva, ma senza riuscire a passarlo per soli 0"050, all'epoca secondo distacco più ridotto per una gara di Formula 1. Elio De Angelis vinceva così la sua prima gara iridata in F1, settantunesimo pilota capace dell'impresa; fu anche il 150° successo per una vettura motorizzata dal Ford Cosworth DFV, e l'ultimo successo per il Team Lotus con Colin Chapman vivente.

### Gran Premio di Svizzera

Patrick Tambay, a causa di un dolore al braccio, non poté prendere parte alla gara.

Patrick Tambay diede definitivamente forfait: la Ferrari perciò non schierò nessuna monoposto in gara.
Al via René Arnoux prese il comando seguito da Alain Prost, Riccardo Patrese, Niki Lauda e Keke Rosberg. Già alla fine del primo giro Prost superò Arnoux sul breve rettilineo, mentre Nelson Piquet scavalcò sia Rosberg e Lauda,  portandosi al quarto posto.
Il brasiliano, al quarto giro, superò anche il compagno di scuderia Patrese, e si mise all'inseguimento delle due Renault: anche un'uscita di pista non ne condizionò la gara, che poté così proseguire. Si fece avanti anche Rosberg che superò prima Lauda poi lo stesso Patrese, ponendosi così dietro al brasiliano della Brabham.
Nelson Piquet, che sfruttava la strategia del rifornimento in gara, si avvicinò e passò Arnoux al giro 11. Il rifornimento giunse al giro 40: durò 14 secondi, tanto da consentire a Piquet di rientrare al quinto posto, dietro alle due Renault, a Rosberg e a Lauda, ma davanti a Patrese. La McLaren dell'austriaco però soffriva di forti vibrazioni all'anteriore, dovute a un cerchione sbilanciato, che costrinsero Lauda a rinunciare a spingere per superare il finlandese.
Al giro 51 Rosberg sfiorò la collisione al momento del doppiaggio dell'Alfa Romeo di Andrea De Cesaris, che prese parte alla gara in non perfette condizioni fisiche a causa di una tonsillite. Il finlandese, due giri dopo, passò Arnoux, ponendosi secondo. Il francese rientrò poco dopo ai box, ove effettuò un rabbocco di carburante: la sua Renault non disponeva più di un motore performante, col transalpino convinto che ciò dipendesse da una mancanza di benzina. Poco dopo però Arnoux fu costretto all'abbandono per un guasto all'iniezione.
Nel corso degli ultimi giri Keke Rosberg si avvicinò anche al battistrada Prost (che ruppe una minigonna a due giri dal termine), e fu capace di passare al penultimo passaggio. All'arrivo il direttore di corsa non sventolò subito la bandiera a scacchi ma solo dopo un giro e le insistenze della Wiliams.
Per il finlandese fu la prima vittoria valida per il mondiale di Formula 1 (aveva però già vinto il BRDC International Trophy 1978 gara non titolata), primo pilota del suo Paese a compiere l'impresa, e settantaduesimo nella storia del mondiale. Fu la terza gara di fila che veniva vinta da un pilota che mai prima era riuscito ad aggiudicarsi una gara iridata.

### Gran Premio d'Italia

René Arnoux si aggiudicò il GP d'Italia davanti alle due Ferrari.

Nelson Piquet fu il più veloce al via e prese il comando della gara; il poleman Mario Andretti fu invece autore di un cattivo avvio e venne saltato da Patrick Tambay e René Arnoux. Nelle retrovie, alla variante della Roggia, Brian Henton perse il controllo della sua monoposto e andò a colpire Derek Warwick e Derek Daly: tutti e tre furono costretti all'abbandono.
Nel corso del primo giro Piquet venne passato da diversi piloti, e si trovò solo quinto. All'uscita dalla parabolico Arnoux passò Tambay e si andò a condurre la gara. Un giro dopo anche Riccardo Patrese sorpassò Tambay. La gara del padovano si chiuse al sesto giro per un guasto alla frizione. Il giro dopo Alain Prost, in grande rimonta, prese la posizione ad Andretti. La classifica vedeva perciò primo Arnoux, seguito da Tambay, Prost, Andretti e le due Alfa Romeo. All'undicesimo giro Jean-Pierre Jarier perse una ruota alla staccata della prima variante ma riuscì a governare la vettura e a ritirarsi senza danni fisici.
Tra il giro 12 e 13 John Watson passò prima Rosberg poi Giacomelli, ponendosi in quinta posizione. Intanto, in testa, Arnoux, subiva una piccola perdita di carburante che però ne inzuppava la tuta. Al giro 25 Rosberg fu costretto a una sosta ai box per sostituire l'alettone posteriore staccatosi di netto. Tre giri dopo, Prost, uno dei rivali di Rosberg per la lotta al titolo, fu costretto al ritiro per un problema all'iniezione.
René Arnoux vinse per la quarta volta in carriera, davanti al duo della Ferrari Patrick Tambay e Mario Andretti.

### Gran Premio di Las Vegas
In partenza Alain Prost mantenne il comando precedendo René Arnoux, Michele Alboreto, Riccardo Patrese, Eddie Cheever, Mario Andretti e Keke Rosberg. Già nel secondo giro Arnoux passò Prost e si trovò a condurre la gara. Il principale avversario di Rosberg al titolo, John Watson, rimasto nelle retrovie, riuscì a passare diversi piloti, tanto che all'undicesimo giro si era già posto subito dietro a Rosberg, in ottava posizione.

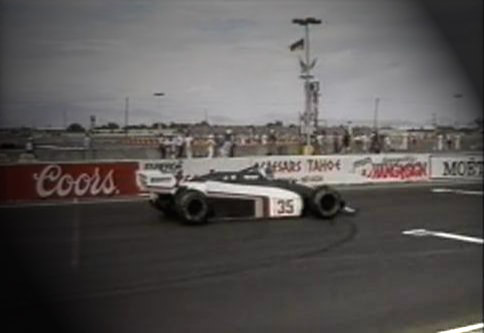
A Las Vegas Derek Warwick su Toleman si ritirò dopo 32 giri.

Prost tornò in vetta alla gara al giro 15 mentre, nello stesso giro, Watson passò anche Rosberg. Il nordirlandese proseguì nella rimonta superando anche Andretti e Cheever. Scalò poi un'ulteriore posizione al giro 18, dopo il ritiro di Patrese, dovuto alla rottura del motore. Tre giri dopo anche Arnoux abbandonò la gara, anch'egli per un guasto al propulsore.
La classifica, guidata da Prost, vedeva così secondo Michele Alboreto, seguito da John Watson, Eddie Cheever, Mario Andretti, Keke Rosberg e Nelson Piquet.
Al ventiseiesimo giro si ritirarono Piquet per un guasto tecnico e Andretti a causa di un testacoda che lo portò a insabbiarsi in una via di fuga. Rosberg scalava così quinto, mentre entrava in zona punti Derek Daly. L'irlandese della Williams dette vita poi a un lungo duello con Niki Lauda per la sesta posizione.
Negli ultimi giri Prost accusò delle forti vibrazioni nella vettura e venne passato da Michele Alboreto al cinquantaduesimo passaggio. Il francese cedette due posizioni, venendo superato da Watson e da Cheever.
Michele Alboreto si aggiudicò il primo Gran Premio di F1 della sua carriera; fu l'undicesimo pilota diverso della stagione, il terzo italiano. Per la Tyrrell fu il ritorno al successo dopo 4 anni, 4 mesi e 18 giorni, per un totale di 71 gran premi di astinenza (ultimo successo nel Gran Premio di Monaco 1978 con Patrick Depailler). Watson chiuse secondo, ciò consegnava il titolo a Keke Rosberg, che giunse quinto. Rosberg fu il primo campione del mondo di Formula 1 scandinavo, e il primo europeo dal 1978.

## Risultati

### Risultati dei Gran Premi
| N° | Gara                                | Data         | Circuito       | Pole Position     | Giro più veloce  | Pilota vincitore | Costruttore            | Resoconto |
| -- | ----------------------------------- | ------------ | -------------- | ----------------- | ---------------- | ---------------- | ---------------------- | --------- |
| 1  | Gran Premio del Sudafrica           | 23 gennaio   | Kyalami        | René Arnoux       | Alain Prost      | Alain Prost      | Renault                | Resoconto |
| 2  | Gran Premio del Brasile             | 21 marzo     | Jacarepaguà    | Alain Prost       | Alain Prost      | Alain Prost      | Renault                | Resoconto |
| 3  | Gran Premio degli Stati Uniti-Ovest | 4 aprile     | Long Beach     | Andrea De Cesaris | Niki Lauda       | Niki Lauda       | McLaren-Ford Cosworth  | Resoconto |
| 4  | Gran Premio di San Marino           | 25 aprile    | Imola          | René Arnoux       | Didier Pironi    | Didier Pironi    | Ferrari                | Resoconto |
| 5  | Gran Premio del Belgio              | 9 maggio     | Zolder         | Alain Prost       | John Watson      | John Watson      | McLaren-Ford Cosworth  | Resoconto |
| 6  | Gran Premio di Monaco               | 23 maggio    | Monaco         | René Arnoux       | Riccardo Patrese | Riccardo Patrese | Brabham-Ford Cosworth  | Resoconto |
| 7  | Gran Premio degli Stati Uniti-Est   | 6 giugno     | Detroit        | Alain Prost       | Alain Prost      | John Watson      | McLaren-Ford Cosworth  | Resoconto |
| 8  | Gran Premio del Canada              | 13 giugno    | Montreal       | Didier Pironi     | Didier Pironi    | Nelson Piquet    | Brabham-BMW            | Resoconto |
| 9  | Gran Premio d'Olanda                | 3 luglio     | Zandvoort      | René Arnoux       | Derek Warwick    | Didier Pironi    | Ferrari                | Resoconto |
| 10 | Gran Premio di Gran Bretagna        | 18 luglio    | Brands Hatch   | Keke Rosberg      | Brian Henton     | Niki Lauda       | McLaren-Ford Cosworth  | Resoconto |
| 11 | Gran Premio di Francia              | 25 luglio    | Le Castellet   | René Arnoux       | Riccardo Patrese | René Arnoux      | Renault                | Resoconto |
| 12 | Gran Premio di Germania             | 8 agosto     | Hockenheim     | Didier Pironi     | Nelson Piquet    | Patrick Tambay   | Ferrari                | Resoconto |
| 13 | Gran Premio d'Austria               | 15 agosto    | Österreichring | Nelson Piquet     | Nelson Piquet    | Elio De Angelis  | Lotus-Ford Cosworth    | Resoconto |
| 14 | Gran Premio di Svizzera             | 29 agosto    | Digione        | Alain Prost       | Alain Prost      | Keke Rosberg     | Williams-Ford Cosworth | Resoconto |
| 15 | Gran Premio d'Italia                | 12 settembre | Monza          | Mario Andretti    | René Arnoux      | René Arnoux      | Renault                | Resoconto |
| 16 | Gran Premio di Las Vegas            | 25 settembre | Las Vegas      | Alain Prost       | Michele Alboreto | Michele Alboreto | Tyrrell-Ford Cosworth  | Resoconto |

### Risultati delle qualifiche
| Nº | Pilota             | ZAF | BRA | USW | SMR | BEL | MON | USE | CAN | NED | GBR | FRA | GER | AUT | SUI | ITA | LVS |
| -- | ------------------ | --- | --- | --- | --- | --- | --- | --- | --- | --- | --- | --- | --- | --- | --- | --- | --- |
| 1  | Nelson Piquet      | 2   | 7   | 6   |     | 8   | 13  | NQ  | 4   | 3   | 3   | 6   | 4   | 1   | 6   | 2   | 12  |
| 2  | Riccardo Patrese   | 4   | 9   | 18  |     | 9   | 2   | 14  | 8   | 10  | 2   | 4   | 6   | 2   | 3   | 4   | 5   |
| 3  | Michele Alboreto   | 10  | 13  | 12  | 5   | 5   | 9   | 16  | 15  | 14  | 9   | 15  | 7   | 8   | 12  | 11  | 3   |
| 4  | Slim Borgudd       | 23  | 21  | 24  |     |     |     |     |     |     |     |     |     |     |     |     |     |
| 4  | Brian Henton       |     |     |     | 11  | 20  | 17  | 20  | 26  | 20  | 17  | 23  | 17  | 19  | 18  | 20  | 19  |
| 5  | Carlos Reutemann   | 8   | 6   |     |     |     |     |     |     |     |     |     |     |     |     |     |     |
| 5  | Mario Andretti     |     |     | 14  |     |     |     |     |     |     |     |     |     |     |     |     |     |
| 5  | Derek Daly         |     |     |     |     | 13  | 8   | 12  | 13  | 12  | 10  | 11  | 19  | 9   | 7   | 13  | 14  |
| 6  | Keke Rosberg       | 7   | 3   | 8   |     | 3   | 6   | 3   | 7   | 7   | 1   | 10  | 9   | 6   | 8   | 7   | 6   |
| 7  | John Watson        | 9   | 12  | 11  |     | 10  | 10  | 17  | 6   | 11  | 12  | 12  | 10  | 18  | 11  | 12  | 9   |
| 8  | Niki Lauda         | 13  | 15  | 2   |     | 4   | 12  | 10  | 11  | 5   | 5   | 9   | 8   | 10  | 4   | 10  | 13  |
| 9  | Manfred Winkelhock | 20  | 15  | 25  | 12  | 12  | 14  | 5   | NQ  | 18  | NQ  | 18  | 16  | 25  | 20  | NQ  | 22  |
| 10 | Eliseo Salazar     | 12  | 18  | 26  | 14  | 18  | 20  | 25  | 24  | 25  | NQ  | 22  | 22  | NQ  | 25  | 25  | NQ  |
| 11 | Elio De Angelis    | 15  | 11  | 16  |     | 11  | 15  | 8   | 10  | 15  | 7   | 13  | 13  | 7   | 15  | 17  | 20  |
| 12 | Nigel Mansell      | 18  | 14  | 17  |     | 7   | 11  | 7   | 14  |     | 23  |     | 18  | 12  | 26  | 23  | 21  |
| 12 | Roberto Moreno     |     |     |     |     |     |     |     |     | NQ  |     |     |     |     |     |     |     |
| 12 | Geoff Lees         |     |     |     |     |     |     |     |     |     |     | 24  |     |     |     |     |     |
| 14 | Roberto Guerrero   |     | NQ  | 19  |     | NQ  | NQ  | 11  | 20  | NQ  | 19  | NQ  | 21  | 16  | 19  | 18  | 15  |
| 15 | Alain Prost        | 5   | 1   | 4   | 2   | 1   | 4   | 1   | 3   | 2   | 8   | 3   | 2   | 3   | 1   | 5   | 1   |
| 16 | René Arnoux        | 1   | 4   | 3   | 1   | 2   | 1   | 15  | 2   | 1   | 6   | 1   | 3   | 5   | 2   | 6   | 2   |
| 17 | Jochen Mass        | 22  | 22  | 21  |     | 25  | NQ  | 18  | 22  | 24  | 25  | 26  |     |     |     |     |     |
| 17 | Rupert Keegan      |     |     |     |     |     |     |     |     |     |     |     | NQ  | 24  | 22  | NQ  | 25  |
| 18 | Raul Boesel        | 21  | 17  | 23  |     | 24  | NPQ | 21  | 21  | 22  | NQ  | NQ  | 24  | NQ  | 24  | NQ  | 24  |
| 19 | Emilio de Villota  |     |     |     |     | NPQ | NPQ | NQ  | NQ  | NPQ |     |     |     |     |     |     |     |
| 20 | Chico Serra        | 25  | 25  | NQ  |     | 23  | NPQ | 26  | NQ  | 19  | 21  | NQ  | 25  | 20  | NQ  | 26  | NQ  |
| 22 | Andrea De Cesaris  | 16  | 10  | 1   | 7   | 6   | 7   | 2   | 9   | 9   | 11  | 7   | 8   | 11  | 5   | 9   | 18  |
| 23 | Bruno Giacomelli   | 19  | 16  | 5   | 6   | 15  | 3   | 6   | 5   | 8   | 14  | 8   | 11  | 13  | 9   | 8   | 16  |
| 25 | Eddie Cheever      | 17  | 26  | 13  |     | 14  | 16  | 9   | 12  | NQ  | 24  | 19  | 12  | 22  | 16  | 14  | 4   |
| 26 | Jacques Laffite    | 11  | 24  | 15  |     | 17  | 18  | 13  | 19  | 21  | 20  | 16  | 15  | 14  | 13  | 21  | 11  |
| 27 | Gilles Villeneuve  | 3   | 2   | 7   | 3   | 8   |     |     |     |     |     |     |     |     |     |     |     |
| 27 | Patrick Tambay     |     |     |     |     |     |     |     |     | 6   | 13  | 5   | 5   | 4   | 10  | 3   | 8   |
| 28 | Didier Pironi      | 6   | 8   | 9   | 4   | 6   | 5   | 4   | 1   | 4   | 4   | 3   | 1   |     |     |     |     |
| 28 | Mario Andretti     |     |     |     |     |     |     |     |     |     |     |     |     |     |     | 1   | 7   |
| 29 | Brian Henton       | NQ  | NQ  | 20  | 11  |     |     |     |     |     |     |     |     |     |     |     |     |
| 29 | Marc Surer         |     |     |     |     | 22  | 19  | 19  | 16  | 17  | 22  | 20  | 26  | 21  | 14  | 19  | 17  |
| 30 | Mauro Baldi        | NQ  | 19  | NQ  |     | 26  | NQ  | 24  | 17  | 16  | 26  | 25  | 23  | 23  | NQ  | 24  | 23  |
| 31 | Jean-Pierre Jarier | 26  | 23  | 10  | 9   | 16  | NQ  | 22  | 18  | 23  | 18  | 17  | 20  | NQ  | 17  | 15  | 20  |
| 32 | Riccardo Paletti   | NQ  | NPQ | NQ  | 13  | NPQ | NPQ | 23  | 23  |     |     |     |     |     |     |     |     |
| 33 | Derek Daly         | 24  | 20  | 22  |     |     |     |     |     |     |     |     |     |     |     |     |     |
| 33 | Jan Lammers        |     |     |     |     | NQ  | NQ  | NQ  |     | 26  | NQ  | NQ  |     |     |     |     |     |
| 33 | Geoff Lees         |     |     |     |     |     |     |     | 25  |     |     |     |     |     |     |     |     |
| 33 | Tommy Byrne        |     |     |     |     |     |     |     |     |     |     |     | NQ  | 26  | NQ  | NQ  | 26  |
| 35 | Derek Warwick      | 14  | NQ  | NPQ | 8   | 19  | NQ  |     |     | 13  | 16  | 14  | 14  | 15  | 21  | 16  | 10  |
| 36 | Teo Fabi           | NQ  | NQ  | NQ  | 10  | 21  | NPQ |     |     | NQ  | 15  | 21  | NQ  | 17  | 23  | 22  | NQ  |
| Nº | Pilota             | ZAF | BRA | USW | SMR | BEL | MON | USE | CAN | NED | GBR | FRA | GER | AUT | SUI | ITA | LVS |

## Classifiche

### Sistema di punteggio
| Posizione | 1ª | 2ª | 3ª | 4ª | 5ª | 6ª |
| Punti     | 9  | 6  | 4  | 3  | 2  | 1  |

### Classifica Piloti
| Pos. | Pilota             |     |     |     |     |     |     |     |      |     |     |     |     |     |     |     |     | Punti |
| ---- | ------------------ | --- | --- | --- | --- | --- | --- | --- | ---- | --- | --- | --- | --- | --- | --- | --- | --- | ----- |
| 1    | Keke Rosberg       | 5   | SQ  | 2   |     | 2   | Rit | 4   | Rit  | 3   | Rit | 5   | 3   | 2   | 1   | 8   | 5   | 44    |
| 2    | Didier Pironi      | 18  | 6   | Rit | 1   | NP  | 2*  | 3   | 9    | 1   | 2   | 3   | NP  |     |     |     |     | 39    |
| 3    | John Watson        | 6   | 2   | 6   |     | 1   | Rit | 1   | 3    | 9   | Rit | Rit | Rit | 9*  | 13  | 4   | 2   | 39    |
| 4    | Alain Prost        | 1   | 1   | Rit | Rit | Rit | 7*  | NC  | Rit  | Rit | 6   | 2   | Rit | 8*  | 2   | Rit | 4   | 34    |
| 5    | Niki Lauda         | 4   | Rit | 1   |     | SQ  | Rit | Rit | Rit  | 4   | 1   | 8   |     | 5   | 3   | Rit | Rit | 30    |
| 6    | René Arnoux        | 3   | Rit | Rit | Rit | Rit | Rit | 10  | Rit  | Rit | Rit | 1   | 2   | Rit | 16* | 1   | Rit | 28    |
| 7    | Patrick Tambay     |     |     |     |     |     |     |     |      | 8   | 3   | 4   | 1   | 4   | NP  | 2   | NP  | 25    |
| 8    | Michele Alboreto   | 7   | 4   | 4   | 3   | Rit | 10* | Rit | Rit  | 7   | Rit | 6   | 4   | Rit | 7   | 5   | 1   | 25    |
| 9    | Elio De Angelis    | 8   | Rit | 5   |     | 4   | 5   | Rit | 4    | Rit | 4   | Rit | Rit | 1   | 6   | Rit | Rit | 23    |
| 10   | Riccardo Patrese   | Rit | Rit | 3   |     | Rit | 1   | Rit | 2    | 15  | Rit | Rit | Rit | Rit | 5   | Rit | Rit | 21    |
| 11   | Nelson Piquet      | Rit | SQ  | Rit |     | 5   | Rit | NQ  | 1    | 2   | Rit | Rit | Rit | Rit | 4   | Rit | Rit | 20    |
| 12   | Eddie Cheever      | Rit | Rit | Rit |     | 3   | Rit | 2   | 10*  | NQ  | Rit | 16  | Rit | Rit | Rit | 6   | 3   | 15    |
| 13   | Derek Daly         | 14  | Rit | Rit |     | Rit | 6*  | 5   | 7*   | 5   | 5   | 7   | Rit | Rit | 9   | Rit | 6   | 8     |
| 14   | Nigel Mansell      | Rit | 3   | 7   |     | Rit | 4   | Rit | Rit  |     | Rit |     | 9   | Rit | 8   | 7   | Rit | 7     |
| 15   | Carlos Reutemann   | 2   | Rit |     |     |     |     |     |      |     |     |     |     |     |     |     |     | 6     |
| 16   | Gilles Villeneuve  | Rit | Rit | SQ  | 2   | NP† |     |     |      |     |     |     |     |     |     |     |     | 6     |
| 17   | Andrea De Cesaris  | 13  | Rit | Rit | Rit | Rit | 3*  | Rit | 6*   | Rit | Rit | Rit | Rit | Rit | 10  | 10  | 9   | 5     |
| 18   | Jacques Laffite    | Rit | Rit | Rit |     | 9   | Rit | 6   | Rit  | Rit | Rit | 14  | Rit | 3   | Rit | Rit | Rit | 5     |
| 19   | Mario Andretti     |     |     | Rit |     |     |     |     |      |     |     |     |     |     |     | 3   | Rit | 4     |
| 20   | Jean-Pierre Jarier | Rit | 9   | Rit | 4   | Rit | NQ  | Rit | WD   | 14  | Rit | Rit | Rit | NQ  | Rit | Rit | NP  | 3     |
| 21   | Marc Surer         |     |     |     |     | 7   | 9   | 8   | 5    | 10  | Rit | 13  | 6   | Rit | 15  | Rit | 7   | 3     |
| 22   | Bruno Giacomelli   | 11  | Rit | Rit | Rit | Rit | Rit | Rit | Rit  | 11  | 7   | 9   | 5   | Rit | 12  | Rit | 10  | 2     |
| 23   | Eliseo Salazar     | 9   | Rit | Rit | 5   | Rit | Rit | Rit | Rit  | 13  | NQ  | Rit | Rit | NQ  | 14  | 9   | NQ  | 2     |
| 24   | Manfred Winkelhock | 10  | 5   | Rit | SQ  | Rit | Rit | Rit | NQ   | 12  | NQ  | 11  | Rit | Rit | Rit | NQ  | NC  | 2     |
| 25   | Mauro Baldi        | NQ  | 10  | NQ  |     | Rit | NQ  | Rit | 8    | 6   | 9   | Rit | Rit | 6   | NQ  | 12  | 11  | 2     |
| 26   | Chico Serra        | 17  | Rit | NQ  |     | 6   | NPQ | 11  | NQ   | Rit | Rit |     | 11  | 7   | NQ  | 11  | NQ  | 1     |
| -    | Brian Henton       | NQ  | NQ  | Rit | Rit | Rit | 8   | 9   | NC   | Rit | 8   | 10  | 7   | Rit | 11  | Rit | 8   | 0     |
| -    | Jochen Mass        | 12  | 8   | 8   |     | Rit | NQ  | 7   | 11   | Rit | 10  | Rit |     |     |     |     |     | 0     |
| -    | Slim Borgudd       | 16  | 7   | 10  |     |     |     |     |      |     |     |     |     |     |     |     |     | 0     |
| -    | Raul Boesel        | 15  | Rit | 9   |     | 8   | NPQ | Rit | Rit  | Rit | NQ  | NQ  | Rit | NQ  | Rit | NQ  | 13  | 0     |
| -    | Roberto Guerrero   | NQ  | NQ  | Rit |     | NQ  | NQ  | Rit | Rit  | NQ  | Rit | NQ  | 8   | Rit | Rit | NC  | NP  | 0     |
| -    | Derek Warwick      | Rit | NPQ | NQ  | Rit | Rit | NQ  |     |      | Rit | Rit | 15  | 10  | Rit | Rit | Rit | Rit | 0     |
| -    | Rupert Keegan      |     |     |     |     |     |     |     |      |     |     |     | NQ  | Rit | Rit | NQ  | 12  | 0     |
| -    | Geoff Lees         |     |     |     |     |     |     |     | Rit  |     |     | 12  |     |     |     |     |     | 0     |
| -    | Teo Fabi           | NQ  | NQ  | NQ  | NC  | Rit | NPQ |     |      | NQ  | Rit | Rit | NQ  | Rit | Rit | Rit | NQ  | 0     |
| -    | Riccardo Paletti   | NQ  | NPQ | NQ  | Rit | NPQ | NPQ | Rit | Rit† |     |     |     |     |     |     |     |     | 0     |
| -    | Tommy Byrne        |     |     |     |     |     |     |     |      |     |     |     | NQ  | Rit | NQ  | NQ  | Rit | 0     |
| -    | Jan Lammers        |     |     |     |     | NQ  | NQ  | NQ  |      | Rit | NQ  | NQ  |     |     |     |     |     | 0     |
| -    | Emilio de Villota  |     |     |     |     | NPQ | NPQ | NQ  | NQ   | NPQ |     |     |     |     |     |     |     | 0     |
| -    | Roberto Moreno     |     |     |     |     |     |     |     |      | NQ  |     |     |     |     |     |     |     | 0     |
| Pos. | Pilota             |     |     |     |     |     |     |     |      |     |     |     |     |     |     |     |     | Punti |

| Legenda | 1º posto     | 2º posto | 3º posto    | A punti         | Senza punti/Non class.  | Grassetto – Pole position Corsivo – Giro più veloce |
| Legenda | Squalificato | Ritirato | Non partito | Non qualificato | Solo prove/Terzo pilota | Grassetto – Pole position Corsivo – Giro più veloce |

* Indica quei piloti che non hanno terminato la gara ma sono ugualmente classificati avendo coperto, come previsto dal regolamento, almeno il 90% della distanza totale.
† Pilota deceduto

### Classifica Costruttori
Vengono sommati i punti delle prime due vetture al traguardo. I piazzamenti ottenuti dallo stesso costruttore con motori diversi sono conteggiati separatamente. Non vi sono scarti.
| Pos. | Costruttore              | Pilota             | SAF | BRA | USW | SMR | BEL | MON | USE | CAN | OLA | GBR | FRA | GER | AUT | SVI | ITA | VEG | Punti |
| ---- | ------------------------ | ------------------ | --- | --- | --- | --- | --- | --- | --- | --- | --- | --- | --- | --- | --- | --- | --- | --- | ----- |
| 1    | Ferrari                  | Villeneuve         | Rit | Rit | SQ  | 2   | NP† |     |     |     |     |     |     |     |     |     |     |     | 74    |
| 1    | Ferrari                  | Pironi             | 18  | 6   | Rit | 1   | NP  | 2   | 3   | 9   | 1   | 2   | 3   | NP  |     |     |     |     | 74    |
| 1    | Ferrari                  | Tambay             |     |     |     |     |     |     |     |     | 8   | 3   | 4   | 1   | 4   | NP  | 2   | NP  | 74    |
| 1    | Ferrari                  | Andretti           |     |     |     |     |     |     |     |     |     |     |     |     |     |     | 3   | Rit | 74    |
| 2    | McLaren-Ford Cosworth    | Watson             | 6   | 2   | 6   |     | 1   | Rit | 1   | 3   | 9   | Rit | Rit | Rit | 9   | 13  | 4   | 2   | 69    |
| 2    | McLaren-Ford Cosworth    | Lauda              | 4   | Rit | 1   |     | SQ  | Rit | Rit | Rit | 4   | 1   | 8   | NP  | 5   | 3   | Rit | Rit | 69    |
| 3    | Renault                  | Prost              | 1   | 1   | Rit | Rit | Rit | 7   | NC  | Rit | Rit | 6   | 2   | Rit | 8   | 2   | Rit | 4   | 62    |
| 3    | Renault                  | Arnoux             | 3   | Rit | Rit | Rit | Rit | Rit | 10  | Rit | Rit | Rit | 1   | 2   | Rit | 16  | 1   | Rit | 62    |
| 4    | Williams-Ford Cosworth   | Reutemann          | 2   | Rit |     |     |     |     |     |     |     |     |     |     |     |     |     |     | 58    |
| 4    | Williams-Ford Cosworth   | Rosberg            | 5   | SQ  | 2   |     | 2   | Rit | 4   | Rit | 3   | Rit | 5   | 3   | 2   | 1   | 8   | 5   | 58    |
| 4    | Williams-Ford Cosworth   | Andretti           |     |     | Rit |     |     |     |     |     |     |     |     |     |     |     |     |     | 58    |
| 4    | Williams-Ford Cosworth   | Daly               |     |     |     |     | Rit | 6   | 5   | 7   | 5   | 5   | 7   | Rit | Rit | 9   | Rit | 6   | 58    |
| 5    | Lotus-Ford Cosworth      | De Angelis         | 8   | Rit | 5   |     | 4   | 5   | Rit | 4   | Rit | 4   | Rit | Rit | 1   | 6   | Rit | Rit | 30    |
| 5    | Lotus-Ford Cosworth      | Mansell            | Rit | 3   | 7   |     | Rit | 4   | Rit | Rit |     | Rit |     | 9   | Rit | 8   | 7   | Rit | 30    |
| 5    | Lotus-Ford Cosworth      | Moreno             |     |     |     |     |     |     |     |     | NQ  |     |     |     |     |     |     |     | 30    |
| 5    | Lotus-Ford Cosworth      | Lees               |     |     |     |     |     |     |     |     |     |     | 12  |     |     |     |     |     | 30    |
| 6    | Tyrrell-Ford Cosworth    | Alboreto           | 7   | 4   | 4   | 3   | Rit | 10  | Rit | Rit | 7   | Rit | 6   | 4   | Rit | 7   | 5   | 1   | 25    |
| 6    | Tyrrell-Ford Cosworth    | Borgudd            | 16  | 7   | 10  |     |     |     |     |     |     |     |     |     |     |     |     |     | 25    |
| 6    | Tyrrell-Ford Cosworth    | Henton             |     |     |     | Rit | Rit | 8   | 9   | NC  | Rit | 8   | 10  | 7   | Rit | 11  | Ret | 8   | 25    |
| 7    | Brabham-BMW              | Piquet             | Rit |     |     |     | 5   | Rit | NQ  | 1   | 2   | Rit | Rit | Rit | Rit | 4   | Rit | Rit | 22    |
| 7    | Brabham-BMW              | Patrese            | Rit |     |     |     | Rit |     |     |     | 15  | Rit | Rit | Rit | Rit | 5   | Rit | Rit | 22    |
| 8    | Ligier-Matra             | Cheever            | Rit | Rit | Rit |     | 3   | Rit | 2   | 10  | NQ  | Rit | 16  | Rit | Rit | Rit | 6   | 3   | 20    |
| 8    | Ligier-Matra             | Laffite            | Rit | Rit | Rit |     | 9   | Rit | 6   | Rit | Rit | Rit | 14  | Rit | 3   | Rit | Ret | Rit | 20    |
| 9    | Brabham-Ford Cosworth    | Piquet             |     | SQ  | Rit |     |     |     |     |     |     |     |     |     |     |     |     |     | 19    |
| 9    | Brabham-Ford Cosworth    | Patrese            |     | Rit | 3   |     |     | 1   | Rit | 2   |     |     |     |     |     |     |     |     | 19    |
| 10   | Alfa Romeo               | De Cesaris         | 13  | Rit | Rit | Rit | Rit | 3   | Rit | 6   | Rit | Rit | Rit | Rit | Rit | 10  | 10  | 9   | 7     |
| 10   | Alfa Romeo               | Giacomelli         | 11  | Rit | Rit | Rit | Rit | Rit | Rit | Rit | 11  | 7   | 9   | 5   | Rit | 12  | Rit | 10  | 7     |
| 11   | Arrows-Ford Cosworth     | Henton             | NQ  | NQ  | Rit |     |     |     |     |     |     |     |     |     |     |     |     |     | 5     |
| 11   | Arrows-Ford Cosworth     | Surer              |     |     |     |     | 7   | 9   | 8   | 5   | 10  | Rit | 13  | 6   | Rit | 15  | Rit | 7   | 5     |
| 11   | Arrows-Ford Cosworth     | Baldi              | NQ  | 10  | NQ  |     | Rit | NQ  | Rit | 8   | 6   | 9   | Rit | Rit | 6   | NQ  | 12  | 11  | 5     |
| 12   | ATS-Ford Cosworth        | Winkelhock         | 10  | 5   | Rit | SQ  | Rit | Rit | Rit | NQ  | 12  | NQ  | 11  | Rit | Rit | Rit | NQ  | NC  | 4     |
| 12   | ATS-Ford Cosworth        | Salazar            | 9   | Rit | Rit | 5   | Rit | Rit | Rit | Rit | 13  | NQ  | Rit | Rit | NQ  | 14  | 9   | NQ  | 4     |
| 13   | Osella-Ford Cosworth     | Jean-Pierre Jarier | Rit | 9   | Rit | 4   | Rit | NQ  | Rit | Rit | 14  | Rit | Rit | Rit | NQ  | Rit | Rit | NP  | 3     |
| 13   | Osella-Ford Cosworth     | Paletti            | NQ  | NPQ | NQ  | Rit | NPQ | NPQ | NP  | Rit |     |     |     |     |     |     |     |     | 3     |
| 14   | Fittipaldi-Ford Cosworth | Serra              | 17  | Rit | NQ  |     | 6   | NPQ | 11  | NQ  | Rit | Rit | NQ  | 11  | 7   | NQ  | 11  | NQ  | 1     |
| —    | March-Ford Cosworth      | Mass               | 12  | 8   | 8   |     | Rit | NQ  | 7   | 11  | Rit | 10  | Rit |     |     |     |     |     | 0     |
| —    | March-Ford Cosworth      | Boesel             | 15  | Rit | 9   |     | 8   | NPQ | Rit | Rit | Rit | NQ  | NQ  | Rit | NQ  | Rit | NQ  | 13  | 0     |
| —    | March-Ford Cosworth      | de Villota         |     |     |     |     | NPQ | NPQ | NQ  | NQ  | NPQ |     |     |     |     |     |     |     | 0     |
| —    | March-Ford Cosworth      | Keegan             |     |     |     |     |     |     |     |     |     |     |     | NQ  | Rit | Rit | NQ  | 12  | 0     |
| —    | Ensign-Ford Cosworth     | Guerrero           | NQ  | NQ  | Rit |     | NQ  | NQ  | Rit | Rit | NQ  | Rit | NQ  | 8   | Rit | Rit | NC  | NP  | 0     |
| —    | Toleman-Hart             | Warwick            | Rit | NQ  | NPQ | Rit | Rit | NQ  |     |     | Rit | Rit | 15  | 10  | Rit | Rit | Rit | Rit | 0     |
| —    | Toleman-Hart             | Fabi               | NQ  | NQ  | NQ  | NC  | Rit | NPQ |     |     | NQ  | Rit | Rit | NQ  | Rit | Rit | Rit | NQ  | 0     |
| —    | Theodore-Ford Cosworth   | Daly               | 14  | Rit | Rit |     |     |     |     |     |     |     |     |     |     |     |     |     | 0     |
| —    | Theodore-Ford Cosworth   | Lammers            |     |     |     |     | NQ  | NQ  | NQ  |     | Rit | NQ  | NQ  |     |     |     |     |     | 0     |
| —    | Theodore-Ford Cosworth   | Lees               |     |     |     |     |     |     |     | Rit |     |     |     |     |     |     |     |     | 0     |
| —    | Theodore-Ford Cosworth   | Byrne              |     |     |     |     |     |     |     |     |     |     |     | NQ  | Rit | NQ  | NQ  | Rit | 0     |
| Pos. | Costruttore              | Pilota             | SAF | BRA | USW | SMR | BEL | MON | USE | CAN | OLA | GBR | FRA | GER | AUT | SVI | ITA | VEG | Punti |

## Gare non valide per il Mondiale
La stagione non presentò gare non valide quali prove del campionato del mondo, e ciò per la prima volta dall'istituzione del campionato stesso. Nella stagione si corse la quarta, e ultima, edizione del Campionato britannico di Formula 1, non più ribattezzato però come Formula Aurora, vinta da Jim Crawford su Ensign-Ford Cosworth.